# Turismo no Brasil
O turismo no Brasil é um setor crescente e fundamental para a economia de várias regiões do país. Em 2024, o Brasil recebeu 6.621.376 milhões de turistas estrangeiros, marcando assim o seu recorde histórico e consolidando o país como um dos principais destinos da América do Sul e da América Latina, ultrapassando o recorde de 6,5 milhões de visitantes de 2018. Com esse avanço o país se aproxima da meta do Plano Nacional de Turismo (PNT) de atingir 8,1 milhões de turistas internacionais até 2026. A receita gerada pelos turistas internacionais, também bateu recorde no país em 2024, ultrapassando 7 bilhões de dólares.
O Brasil oferece aos turistas nacionais e internacionais uma ampla gama de opções, sendo que as áreas naturais são o seu produto turístico mais popular, uma combinação de ecoturismo com lazer e recreação, principalmente sol e praia e turismo de aventura, bem como o turismo histórico e cultural. Entre os destinos mais populares estão: praias do Rio de Janeiro e Santa Catarina, praias e dunas da região Nordeste, as viagens de negócios na cidade de São Paulo, as Cataratas do Iguaçu, o turismo cultural e histórico de Minas Gerais, a Floresta Amazônica na Norte e o Pantanal no Centro-Oeste. A maioria dos visitantes internacionais que chegaram em 2011 vieram da Argentina (30,8%), dos Estados Unidos (11,5%) e do Uruguai (5,0%), sendo o Mercosul e os países vizinhos da América do Sul os principais emissores de turistas. O turismo interno é um segmento de mercado fundamental para a indústria, uma vez que 51 milhões de pessoas viajaram pelo país em 2005.
No Índice de Competitividade em Viagens e Turismo (TTCI - sigla em inglês) de 2015, uma média dos fatores que avaliam se um país é atraente para o desenvolvimento de uma indústria turística, o Brasil ficou no 28º lugar entre os 141 países avaliados, sendo a terceira melhor pontuação do continente americano, atrás de Canadá e Estados Unidos. As principais vantagens competitivas do Brasil avaliadas pelo TTCI são seus recursos naturais, critério no qual o país ficou em primeiro lugar entre todos os países considerados, e seus recursos culturais, onde o país foi classificado na 23ª posição, devido a seus muitos sítios do Patrimônio Mundial. O Best in Travel 2014, uma classificação anual dos melhores destinos feita pelo guia de viagens Lonely Planet, classificou o Brasil como o melhor destino turístico do mundo em 2014.
No entanto, o relatório de 2013 do TTCI também observa os principais pontos fracos do Brasil: a sua infraestrutura de transporte terrestre continua subdesenvolvida (classificada em 129º lugar), sendo que a qualidade das estradas foi avaliada no 121º lugar, enquanto a qualidade do transporte aéreo na 131ª posição. Além disso, o país continua a sofrer com a falta de competitividade dos preços (classificado em 126º), em parte devido aos preços elevados e crescentes impostos sobre passagens e taxas de aeroporto. A segurança tem melhorado significativamente, avaliada no 73º lugar em 2013, saindo da 128ª posição em 2008.

## Características

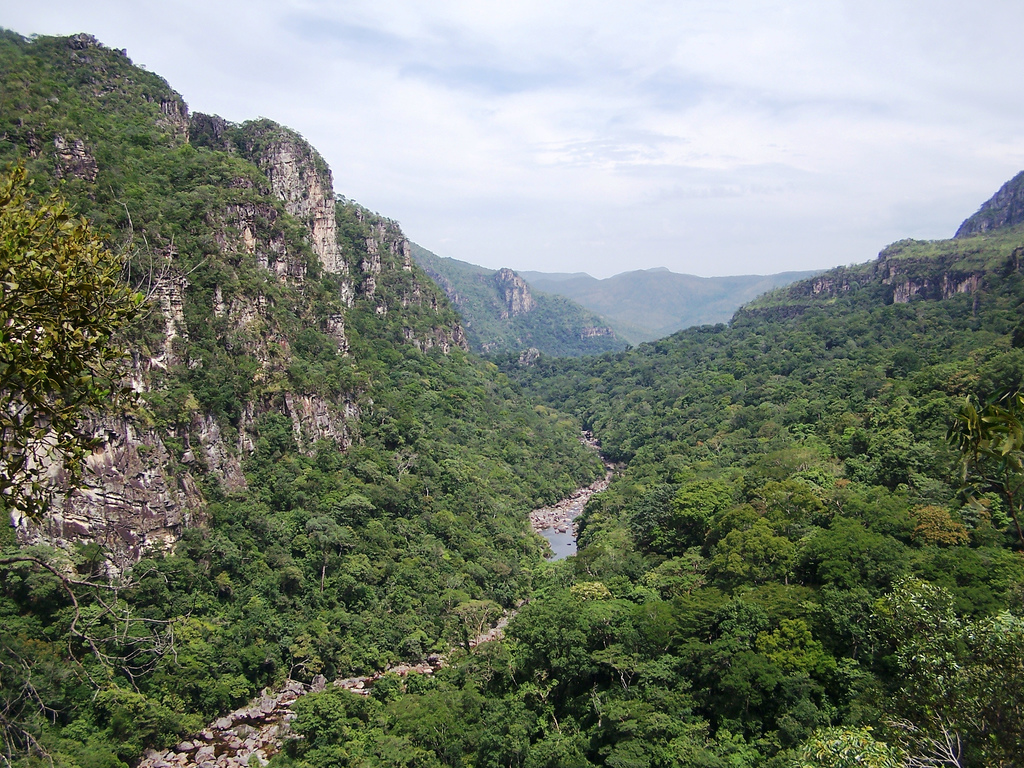
Parque Nacional da Chapada dos Veadeiros, um dos principais atrativos turísticos de Goiás.

O produto turístico brasileiro caracteriza-se por oferecer tanto ao turista brasileiro quanto ao estrangeiro uma gama diversificada de opções, com destaque aos atrativos naturais, aventura e histórico-cultural. Nos últimos anos, o governo tem concentrado esforços em políticas públicas para desenvolver o turismo brasileiro, procurando baratear o deslocamento interno, desenvolvendo infra-estrutura turística e capacitando mão de obra para o setor, além de aumentar consideravelmente a divulgação do país no exterior. São notáveis a procura pela Amazônia na Região Norte, o litoral no Nordeste, o Pantanal e o Planalto Central no Centro-Oeste. O turismo histórico em Minas Gerais, as praias do Rio de Janeiro e os negócios em São Paulo dividem o interesse no Sudeste, e os pampas e o clima frio no Sul do país.
Na classificação do Índice de Competitividade em Viagens e Turismo (TTCI pela sigla em inglês) de 2013, que mensura os fatores preponderantes à consolidação de negócios no setor turístico de cada país, o Brasil alcançou o 28º lugar mundial, sendo o segundo colocado entre países da América Latina e o quarto no continente americano. As vantagens competitivas do Brasil para desenvolver empreendimentos turísticos consolidaram-se na área de recursos humanos, e nos aspectos culturais e naturais, nos quais o país classificou-se, em 2013, no quarto lugar mundial, com maior destaque para indicadores relativos a recursos naturais e culturais, dado que, considerando-se somente seus recursos naturais, o Brasil posiciona-se no primeiro lugar do ranking mundial. O relatório do TTCI também aponta que as principais deficiências do setor turístico brasileiro estão a competitividade de seus preços (91º lugar), na infra-estrutura do transporte terrestre (110º lugar), e na segurança pública (130º lugar dos 133 países avaliados).
O Brasil, de acordo com a International Congress & Convention Association (ICCA), ocupa o primeiro lugar entre os países latino-americanos que mais recebem eventos internacionais, é o segundo do continente Americano e o 7º do mundo, depois de Estados Unidos, Alemanha, Espanha, França, Reino Unido e Itália, respectivamente. O Brasil já sediou grandes eventos, como as Copas do Mundo FIFA de 1950 e Copa do Mundo FIFA de 2014, os Jogos Olímpicos de Verão de 2016 no Rio de Janeiro, a ECO-92 e os Jogos Pan-Americanos de 1963 e 2007.

### Turismo internacional
| Série histórica de chegadas de turistas internacionais ao Brasil 1995-2019 | Série histórica de chegadas de turistas internacionais ao Brasil 1995-2019 | Série histórica de chegadas de turistas internacionais ao Brasil 1995-2019 | Série histórica de chegadas de turistas internacionais ao Brasil 1995-2019 | Série histórica de chegadas de turistas internacionais ao Brasil 1995-2019 |
| -------------------------------------------------------------------------- | -------------------------------------------------------------------------- | -------------------------------------------------------------------------- | -------------------------------------------------------------------------- | -------------------------------------------------------------------------- |
| Ano                                                                        | Chegadas turistas estrang. (x1000)                                         | Var. anual (%)                                                             | Receitas geradas (bilhões USD)                                             | Var. anual (%)                                                             |
| 1995                                                                       | 1.991                                                                      | -                                                                          | 972                                                                        | -                                                                          |
| 2000                                                                       | 5.313                                                                      | -                                                                          | 1,810                                                                      | -                                                                          |
| 2003                                                                       | 4.133                                                                      | -                                                                          | 2,479                                                                      | -                                                                          |
| 2004                                                                       | 4.794                                                                      | 16,0                                                                       | 3,222                                                                      | 30,0                                                                       |
| 2005                                                                       | 5.358                                                                      | 11,8                                                                       | 3,861                                                                      | 19,8                                                                       |
| 2006                                                                       | 5.019                                                                      | -6,3                                                                       | 4,316                                                                      | 11,8                                                                       |
| 2007                                                                       | 5.026                                                                      | 0,1                                                                        | 4,953                                                                      | 14,8                                                                       |
| 2008                                                                       | 5.050                                                                      | 0,5                                                                        | 5,785                                                                      | 16,7                                                                       |
| 2009                                                                       | 4,802                                                                      | -4,9                                                                       | 5,305                                                                      | -8,2                                                                       |
| 2010                                                                       | 5,161                                                                      | 7.5                                                                        | 5,702                                                                      | 7.5                                                                        |
| 2011                                                                       | 5,433                                                                      | 5.3                                                                        | 6,555                                                                      | 14.9                                                                       |
| 2012                                                                       | 5,677                                                                      | 4.5                                                                        | 6,645                                                                      | 1.3                                                                        |
| 2013                                                                       | 5,813                                                                      | 2.4                                                                        | 6,704                                                                      | 0.9                                                                        |
| 2014                                                                       | 6,430                                                                      | -                                                                          | -                                                                          | -                                                                          |
| 2015                                                                       | 6,306                                                                      | -                                                                          | -                                                                          | -                                                                          |
| 2016                                                                       | 6,578                                                                      | -                                                                          | -                                                                          | -                                                                          |
| 2017                                                                       | 6,589                                                                      | 0.6                                                                        | 5,809                                                                      | -                                                                          |
| 2018                                                                       | 6,621                                                                      | 0.5                                                                        | 5,921                                                                      | -                                                                          |
| 2019                                                                       | 6,353                                                                      | -4.4                                                                       | 5,995                                                                      | -                                                                          |

Com cinco milhões de visitantes estrangeiros em 2008, o Brasil é o principal destino do mercado turístico internacional na América do Sul, e ocupa o segundo lugar na América Latina em termos de fluxo de turistas internacionais.
Os gastos dos turistas estrangeiros em visita ao Brasil alcançaram 5,8 bilhões de dólares em 2008, 16,8% a mais do que em 2007 e o país abarcou 3,4% do fluxo turístico internacional no continente americano em 2008. Em 2005, o turismo contribuiu com 3,2% das receitas nacionais advindas da exportação de bens e serviços, responsável pela criação de 7% dos empregos diretos e indiretos na economia brasileira. Em 2006, estima-se que 1,87 milhão de pessoas foram empregadas no setor, com 768 mil empregos formais (41%) e 1,1 milhão de ocupações informais (59%).
Segundo números da Organização Mundial do Turismo (OMT), os esforços no sentido de desenvolver a atividade no Brasil têm surtido o resultado esperado. Nos últimos anos, conforme mostra a tabela abaixo, os números foram recordes na série histórica para o país e o turismo brasileiro cresceu em 2004 e 2005 mais do que os principais países no ranking da OMT. Porém, em 2006, foi registrada uma queda, mantendo-se quase constante o fluxo de turistas internacionais ao decorrer de 2006 a 2008. Entretanto, as receitas do turismo internacional continuam crescendo, passando de 3,9 bilhões de dólares em 2005 para 4,9 bilhões em 2007 e 5,7 bilhões em 2008. Em 2010, o gasto de turistas estrangeiros no Brasil cresceu 11,05%, comparando com 2009. Estes resultados foram considerados uma grande conquista para o setor, principalmente, em virtude da forte valorização do câmbio do Real perante o Dólar americano que aconteceu até agosto de 2008, o que fazia do Brasil um destino mais caro para os estrangeiros; dos problemas causados pela crise aérea nos aeroportos brasileiros; e da crise financeira da Varig, considerada responsável pela desistência estimada de perto de 400 mil turistas estrangeiros em 2006. Esta tendência de crescimento mudou em 2009, quando o número de visitantes aumentou para 4,8 milhões e as receitas caíram para US$ 5,3 bilhões como resultado da Grande Recessão.

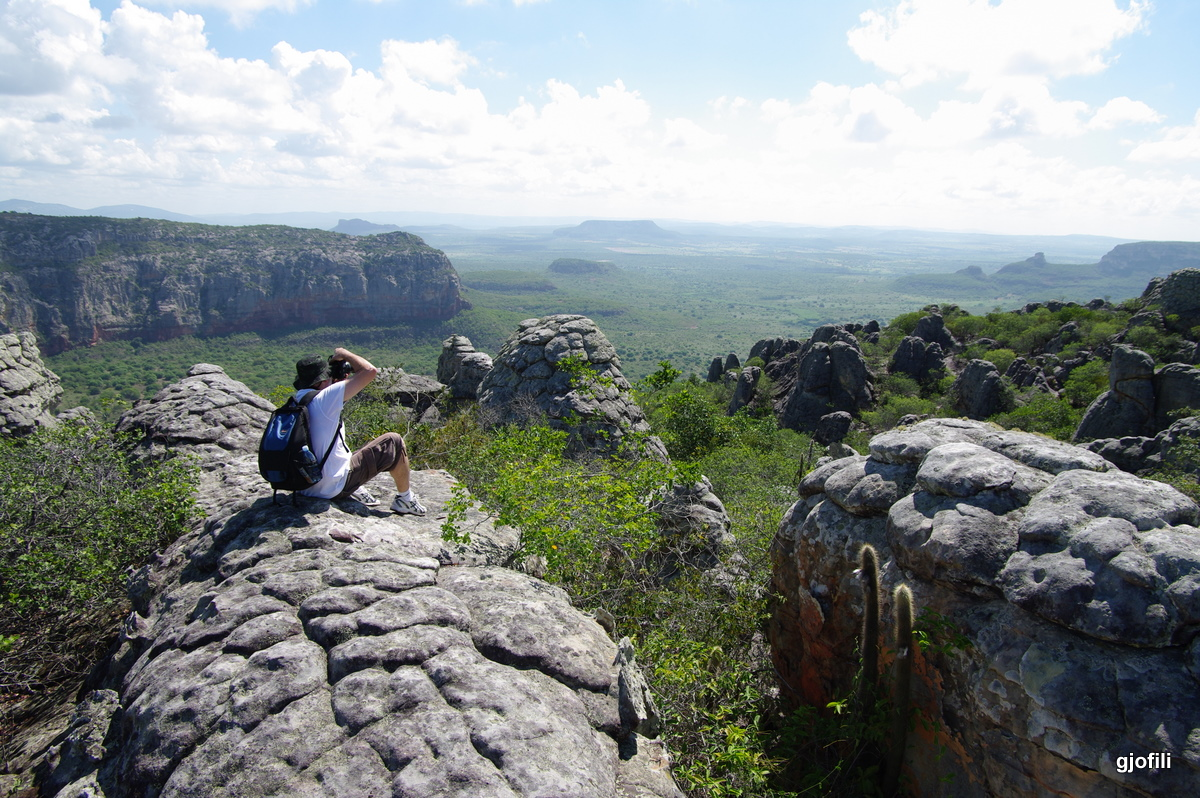
Parque Nacional do Catimbau, Pernambuco

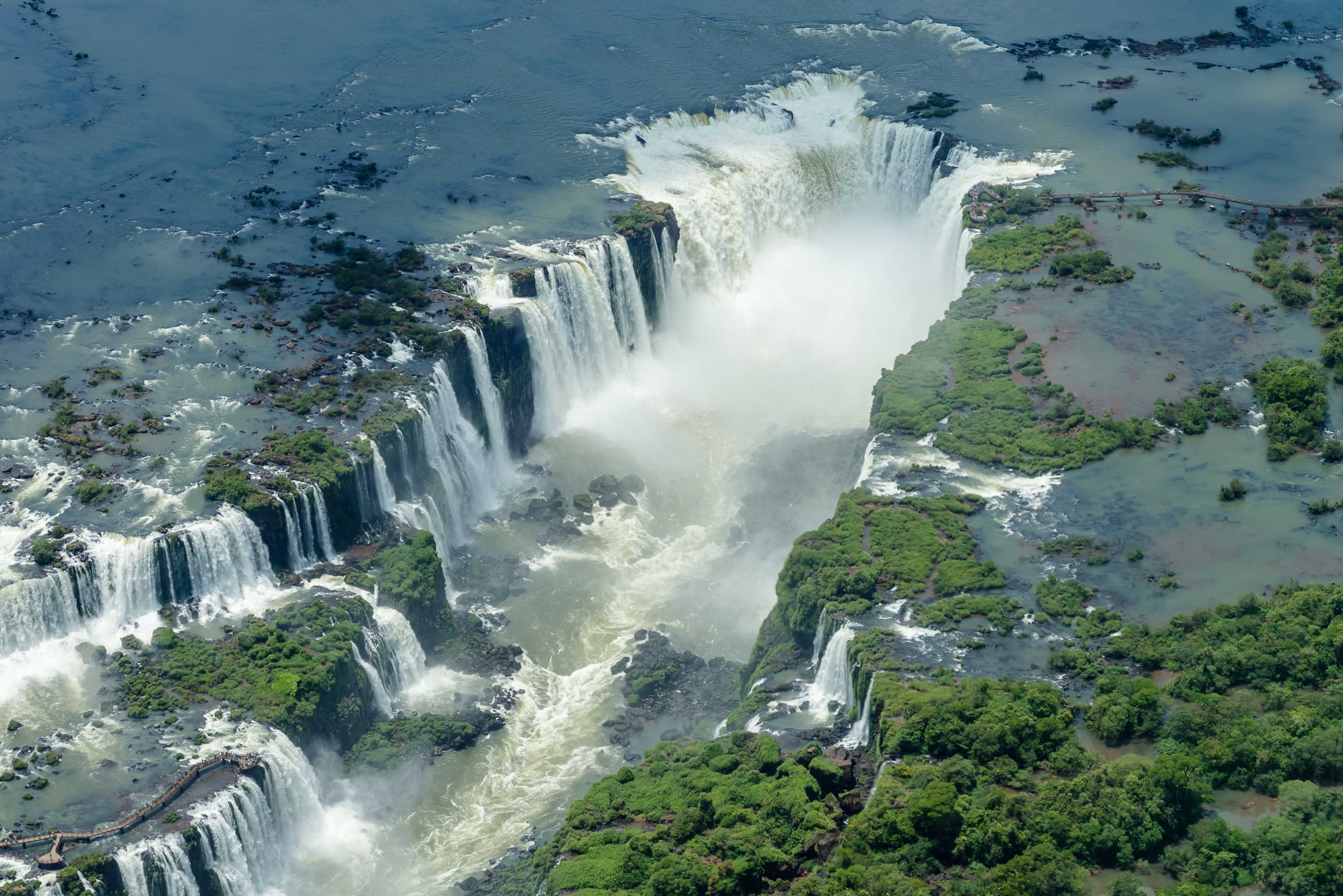
Parque Nacional do Iguaçu, na fronteira Brasil-Argentina, é o segundo destino mais procurado pelos turistas estrangeiros que vêm ao Brasil a lazer.

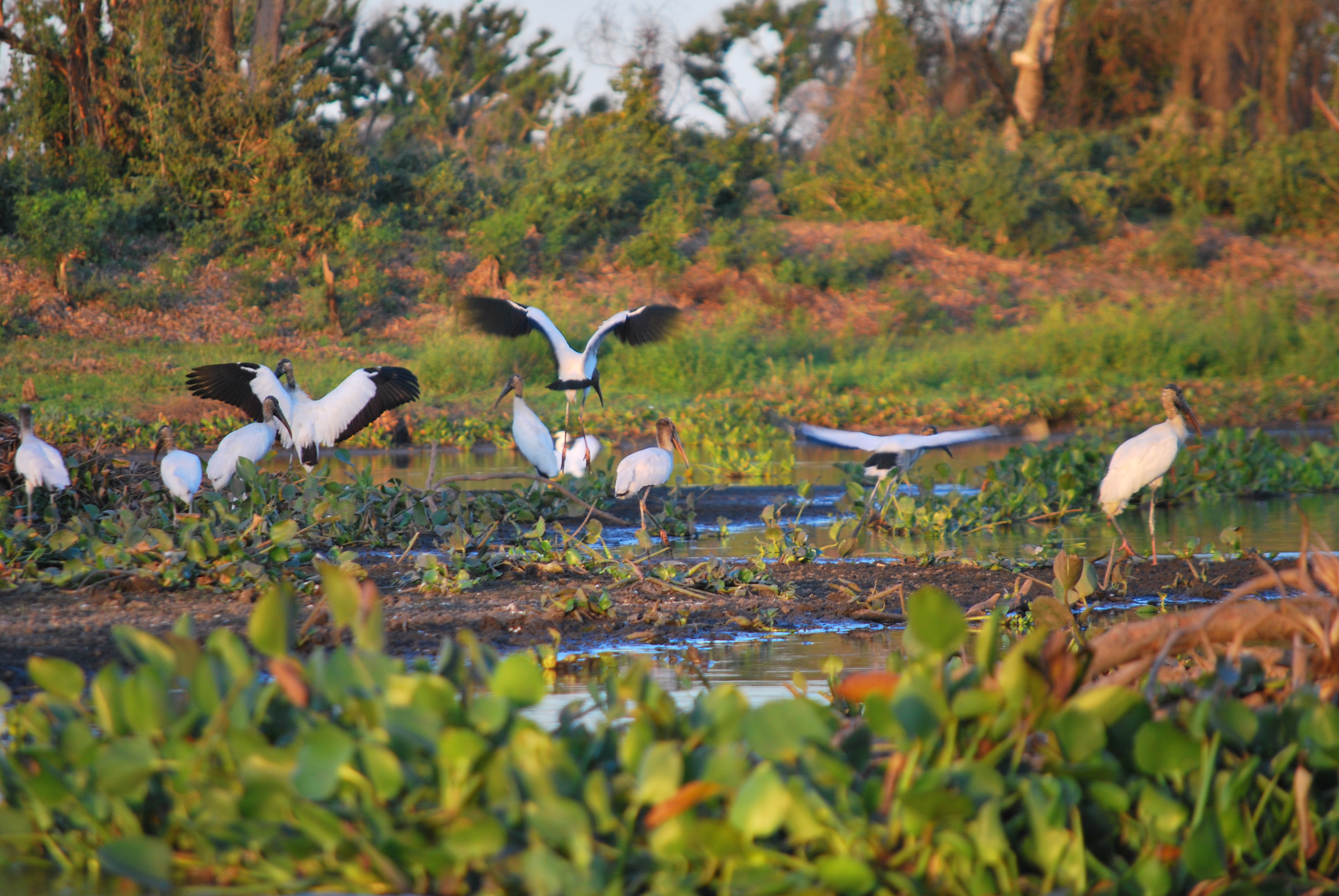
O Pantanal, no Mato Grosso do Sul, é um destino muito visado pelos ecoturistas.

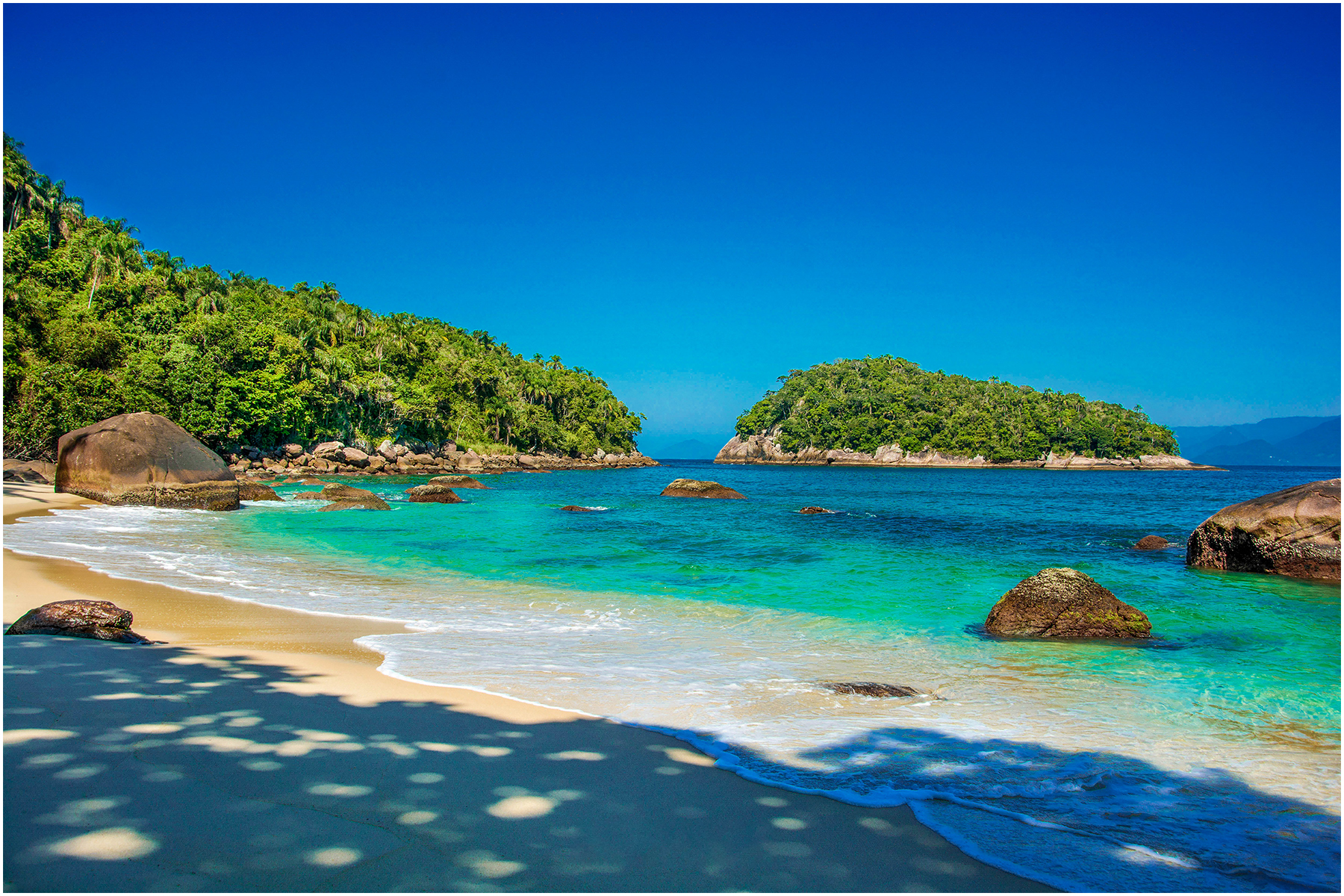
Ilha das Couves, em Ubatuba, São Paulo. Considerada uma das mais bonitas do país

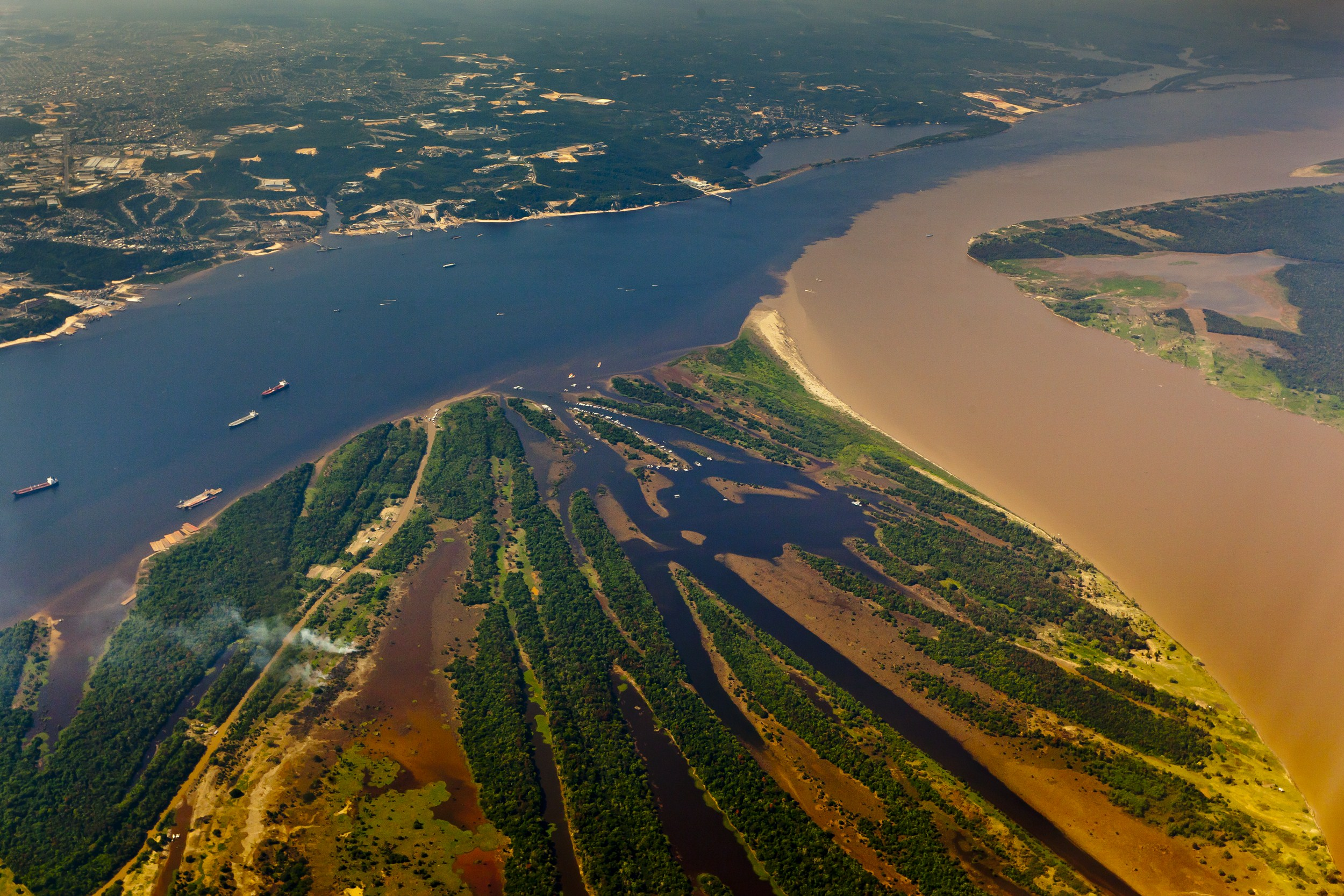
Destino preferido no rio Amazonas: o Encontro das Águas na confluência dos rios Solimões e Negro, em Manaus.

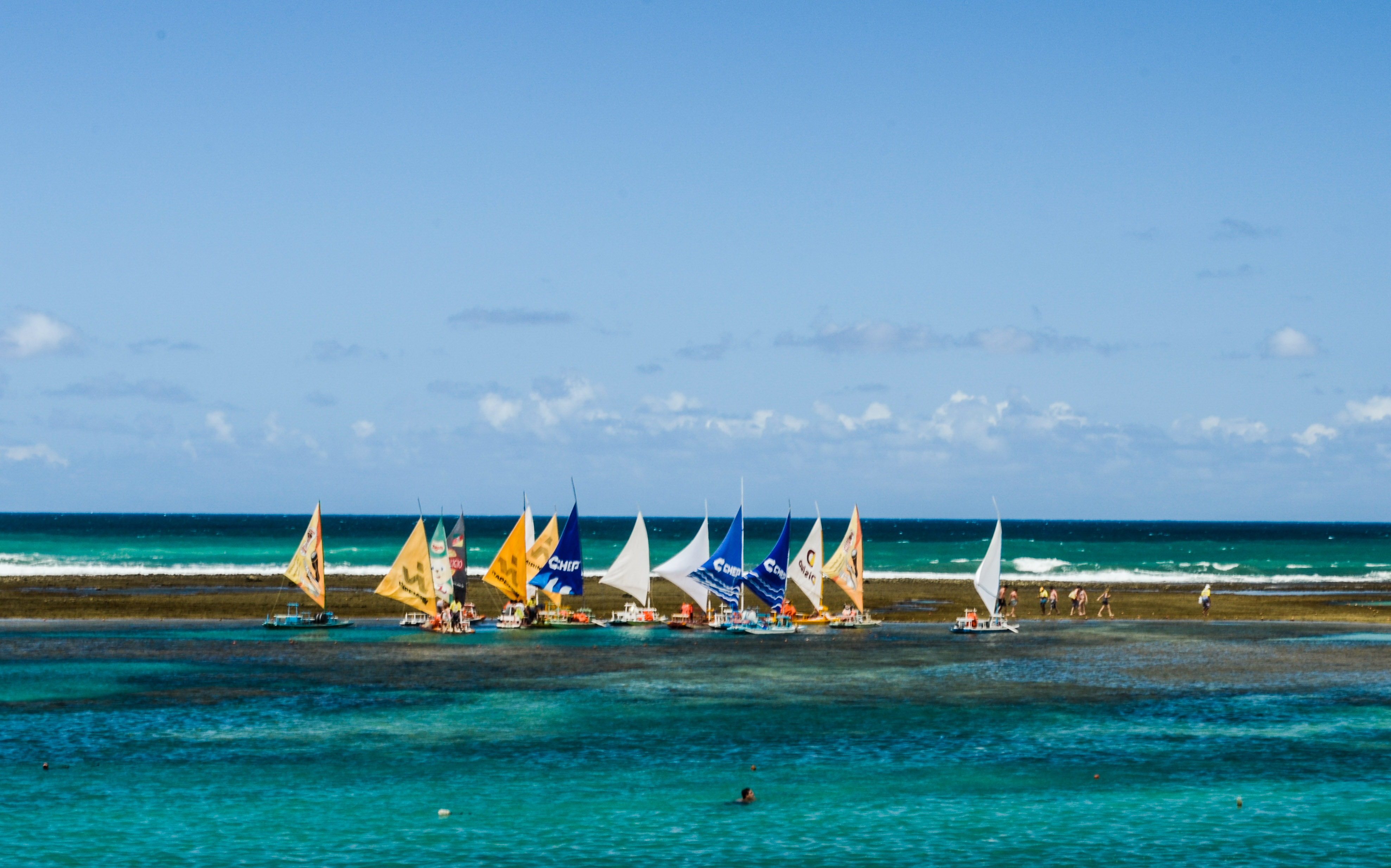
Porto de Galinhas, em Pernambuco, foi eleita por 10 vezes consecutivas a Melhor Praia do Brasil segundo a Revista Viagem e Turismo, da Editora Abril.

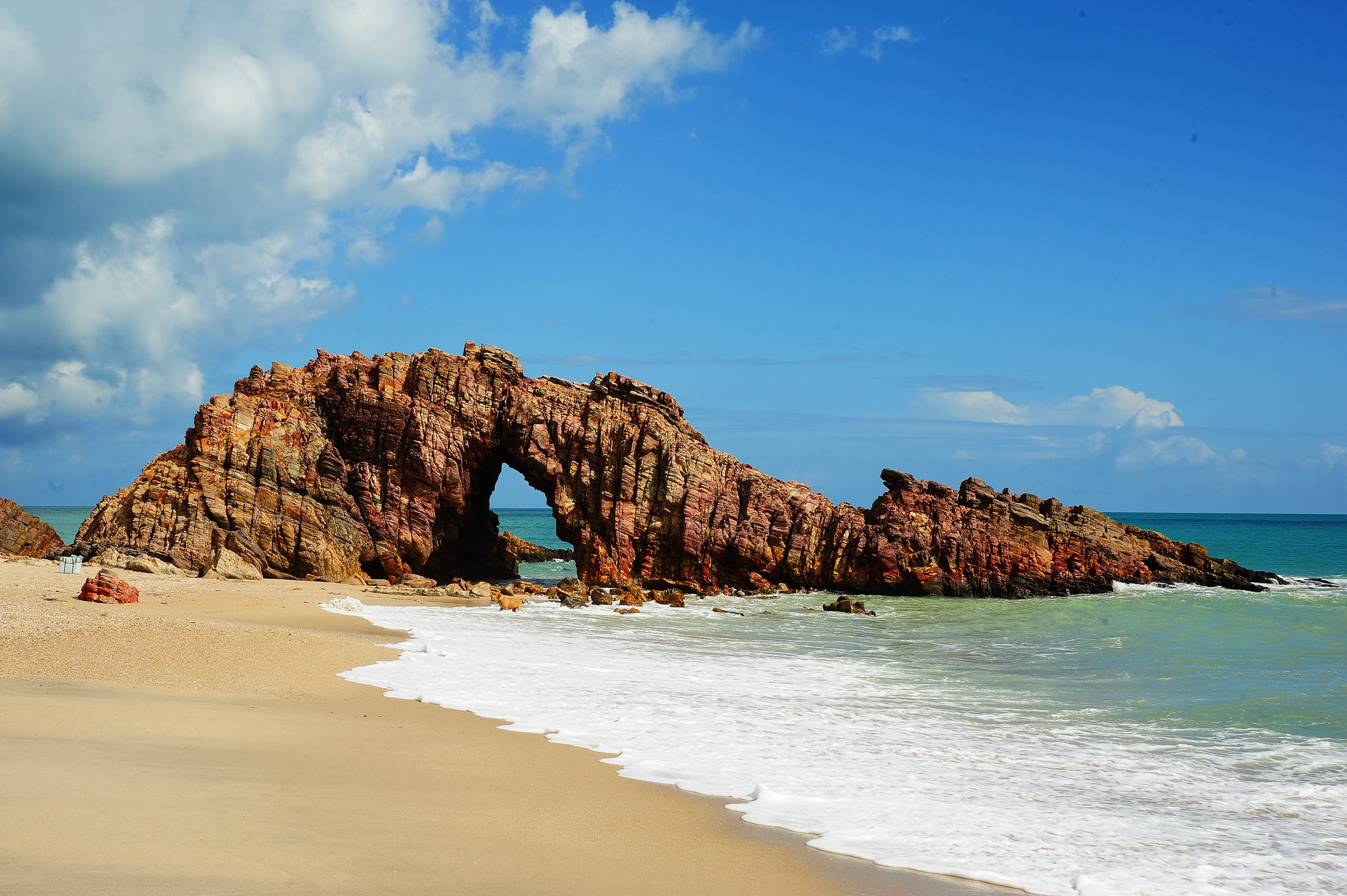
Jericoacoara, no Ceará, é um dos destinos mais valorizados no turismo brasileiro e muito apreciado pelos turistas europeus, eleita a quarta melhor praia do mundo segundo o jornal americano Huffington Post.

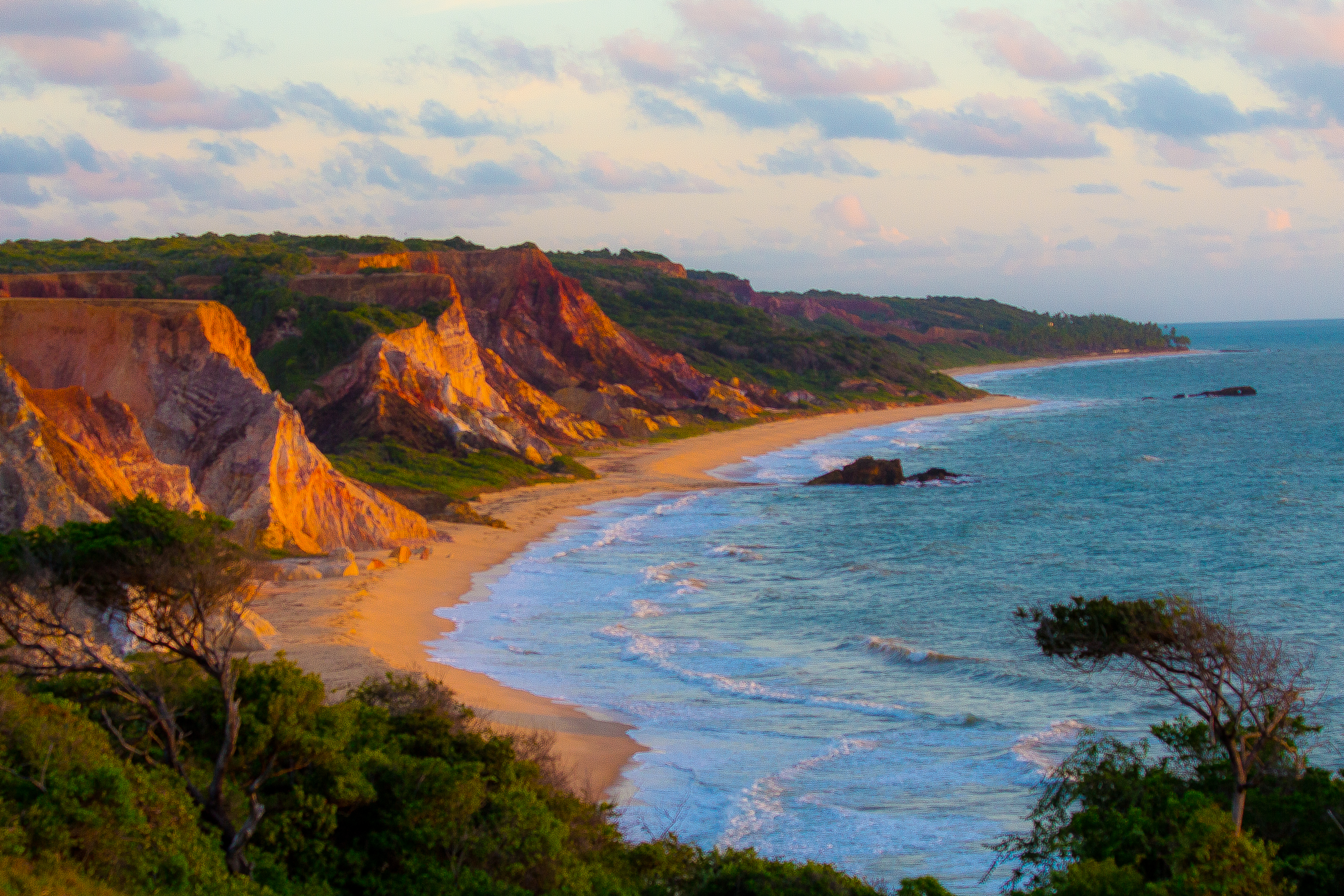
Praia de Tambaba, no município de Conde, Paraíba.

Embora as receitas advindas do turismo internacional continuem batendo recordes, o número de turistas brasileiros no exterior tem crescido significativamente nos últimos anos, provocando um balanço negativo quando comparadas as receitas do turismo internacional com as despesas dos brasileiros fora do país. A despesa cambial turística aumentou de US$ 5,764 bilhões em 2006, para US$ 8,211 bilhões em 2007 (+42,45%), o que representou um déficit em 2007 de 3,258 bilhões de dólares, contra 1,448 bilhão de dólares em 2006, ou seja: um aumento de 125% no último ano. Esta tendência crescente tem se mantido desde 2003 e é devida ao fato dos brasileiros estarem aproveitando a valorização do real para viajar e realizar maiores gastos no exterior. A proporção de brasileiros que realizou viagens internacionais em 2006 foi de 3,9% da população.
A maior parte dos turistas estrangeiros em visita ao Brasil em 2008 foi proveniente da América do Sul (40,99%) – principalmente da Argentina, Paraguai e do Chile -, da Europa (35,17%) - principalmente da Itália e da Alemanha -, e da América do Norte (15,16%), sobretudo dos Estados Unidos. Os principais países de origem dos turistas estrangeiros que visitaram o Brasil entre 2006 e 2008 são:
| Principais 15 países emissores de turistas para o Brasil        | Principais 15 países emissores de turistas para o Brasil | Principais 15 países emissores de turistas para o Brasil | Principais 15 países emissores de turistas para o Brasil | Principais 15 países emissores de turistas para o Brasil | Principais 15 países emissores de turistas para o Brasil | Principais 15 países emissores de turistas para o Brasil | Principais 15 países emissores de turistas para o Brasil |
| Posição 2019                                                    | País de origem                                           | Turistas estrangeiros 2019                               |                                                          |                                                          |                                                          |                                                          |                                                          |
| --------------------------------------------------------------- | -------------------------------------------------------- | -------------------------------------------------------- | -------------------------------------------------------- | -------------------------------------------------------- | -------------------------------------------------------- | -------------------------------------------------------- | -------------------------------------------------------- |
| 1º                                                              | Argentina                                                | 1.954.725                                                |                                                          |                                                          |                                                          |                                                          |                                                          |
| 2º                                                              | Estados Unidos                                           | 590.520                                                  |                                                          |                                                          |                                                          |                                                          |                                                          |
| 3º                                                              | Paraguai                                                 | 406.526                                                  |                                                          |                                                          |                                                          |                                                          |                                                          |
| 4º                                                              | Chile                                                    | 391.689                                                  |                                                          |                                                          |                                                          |                                                          |                                                          |
| 5º                                                              | Uruguai                                                  | 364.830                                                  |                                                          |                                                          |                                                          |                                                          |                                                          |
| 6º                                                              | França                                                   | 257.504                                                  |                                                          |                                                          |                                                          |                                                          |                                                          |
| 7º                                                              | Alemanha                                                 | 206.882                                                  |                                                          |                                                          |                                                          |                                                          |                                                          |
| 8º                                                              | Itália                                                   | 182.587                                                  |                                                          |                                                          |                                                          |                                                          |                                                          |
| 9º                                                              | Portugal                                                 | 176.229                                                  |                                                          |                                                          |                                                          |                                                          |                                                          |
| 10º                                                             | Reino Unido                                              | 163.425                                                  |                                                          |                                                          |                                                          |                                                          |                                                          |
| 11º                                                             | Espanha                                                  | 145.325                                                  |                                                          |                                                          |                                                          |                                                          |                                                          |
| 12º                                                             | Peru                                                     | 135.880                                                  |                                                          |                                                          |                                                          |                                                          |                                                          |
| 13º                                                             | Bolívia                                                  | 132.069                                                  |                                                          |                                                          |                                                          |                                                          |                                                          |
| 14º                                                             | Colômbia                                                 | 126.595                                                  |                                                          |                                                          |                                                          |                                                          |                                                          |
| 15º                                                             | México                                                   | 82.921                                                   |                                                          |                                                          |                                                          |                                                          |                                                          |
| Chegadas de turistas internacionais por região de origem (2016) |                                                          |                                                          |                                                          |                                                          |                                                          |                                                          |                                                          |
| 1º                                                              | América do Sul                                           | 3.732.722                                                |                                                          |                                                          |                                                          |                                                          |                                                          |
| 2º                                                              | Europa                                                   | 1.606.495                                                |                                                          |                                                          |                                                          |                                                          |                                                          |
| 3º                                                              | América do Norte                                         | 735.062                                                  |                                                          |                                                          |                                                          |                                                          |                                                          |

As viagens dos turistas estrangeiros em 2005 foram majoritariamente motivadas por: lazer (44,4%), negócios, eventos e convenções (29,1%) e visitas a amigos e parentes (22,6%). Quanto ao tipo de hospedagem, 59,7% hospedaram-se em hotel, pousadas ou resorts, 24,3% em casas de amigos ou parentes, e 8,1% em imóveis alugados. Os principais meios de locomoção empregados para se chegar ao Brasil em 2007 foram: transporte aéreo (74,6%), terrestre (22,9%) e marítimo (1,7%).
Para o segmento do mercado turístico internacional, em 2005, os destinos mais visados para viagens de lazer foram Rio de Janeiro, Foz do Iguaçu e São Paulo, respectivamente. Para os turistas estrangeiros que visitaram o Brasil a negócios, eventos e convenções em 2005, os destinos mais procurados foram São Paulo, Rio de Janeiro e Porto Alegre. As pesquisas da EMBRATUR apontam que existe uma forte concentração das viagens dos turistas estrangeiros nas cidades do Rio de Janeiro e de São Paulo, e nas regiões Sudeste e Sul do país, independentemente do motivo.
| Principais destinos visitados pelos turistas estrangeiros em 2019 Ranking dos 15 mais populares segundo o motivo da viagem | Principais destinos visitados pelos turistas estrangeiros em 2019 Ranking dos 15 mais populares segundo o motivo da viagem | Principais destinos visitados pelos turistas estrangeiros em 2019 Ranking dos 15 mais populares segundo o motivo da viagem | Principais destinos visitados pelos turistas estrangeiros em 2019 Ranking dos 15 mais populares segundo o motivo da viagem | Principais destinos visitados pelos turistas estrangeiros em 2019 Ranking dos 15 mais populares segundo o motivo da viagem | Principais destinos visitados pelos turistas estrangeiros em 2019 Ranking dos 15 mais populares segundo o motivo da viagem | Principais destinos visitados pelos turistas estrangeiros em 2019 Ranking dos 15 mais populares segundo o motivo da viagem | Principais destinos visitados pelos turistas estrangeiros em 2019 Ranking dos 15 mais populares segundo o motivo da viagem | Principais destinos visitados pelos turistas estrangeiros em 2019 Ranking dos 15 mais populares segundo o motivo da viagem |
| --- | --- | --- | --- | --- | --- | --- | --- | --- |
| Lazer | Lazer | Lazer | Negócios, eventos e convenções                                                                                             | Negócios, eventos e convenções                                                                                             | Negócios, eventos e convenções                                                                                             | Outros | Outros | Outros |
| Posição (2019) | Destino | % | Posição (2019) | Destino | % | Posição (2019) | Destino | % |
| 1º | Rio de Janeiro | 33,3 | 1º | São Paulo | 49,2 | 1º | São Paulo | 32,5 |
| 2º | Florianópolis | 17,0 | 2º | Rio de Janeiro | 19,1 | 2º | Rio de Janeiro | 19,3 |
| 3º | Foz do Iguaçu | 16,2 | 3º | Curitiba | 4,8 | 3º | Curitiba | 5,0 |
| 4º | São Paulo | 9,4 | 4º | Porto Alegre | 3,4 | 4º | Belo Horizonte | 4,8 |
| 5º | Armação dos Búzios | 8,0 | 5º | Brasília | 3,2 | 5º | Salvador | 4,1 |
| 6º | Salvador | 5,6 | 6º | Foz do Iguaçu | 3,1 | 6º | Brasília | 3,8 |
| 7º | Bombinhas | 4,8 | 7º | Belo Horizonte | 2,9 | 7º | Foz do Iguaçu | 3,6 |
| 8º | Angra dos Reis | 4,0 | 8º | Campinas | 2,8 | 8º | Florianópolis | 3,6 |
| 9º | Balneário Camboriú | 3,6 | 9º | Florianópolis | 2,3 | 9º | Fortaleza | 3,2 |
| 10º | Paraty | 3,1 | 10º | Salvador | 2,1 | 10º | Porto Alegre | 2,7 |
| 11º | Ipojuca | 3,0 | 11º | Fortaleza | 1,6 | 11º | Recife | 2,6 |
| 12º | Natal | 2,4 | 12º | Recife | 1,4 | 12º | Goiânia | 2,4 |
| 13º | Cairu | 2,1 | 13º | Manaus | 1,4 | 13º | Campinas | 2,2 |
| 14º | Fortaleza | 2,0 | 14º | Santos | 1,3 | 14º | Vitória | 1,9 |
| 15º | Itapema | 1,9 | 15º | Guarulhos | 1,1 | 15º | Manaus | 1,6 |
| Ranking das regiões mais visitadas segundo o motivo de viagem em 2005                                                      | | | | | | | | |
| 1º | Sudeste | 52,7 | 1º | Sudeste | 82,8 | 1º | Sudeste | 68,3 |
| 2º | Sul | 42,1 | 2º | Sul | 18,4 | 2º | Sul | 17,3 |
| 3º | Nordeste | 29,0 | 3º | Nordeste | 5,8 | 3º | Nordeste | 14,9 |

A seguir é apresentado um resumo comparativo das principais estatísticas sobre o turismo do Brasil com países que estão entre os destinos mais populares da América Latina, incluindo indicadores que refletem a importância da atividade em suas economias, assim como seu potencial ou atrativo para realizar investimentos ou desenvolver negócios no setor de viagens e turismo de cada país, refletido pelo índice de competitividade do turismo.
| Países selecionados da América Latina | Chegadas turistas internl. 2009 (em milhões) | Receitas turismo internl. 2009 (em USD bilhões) | Receita média por chegada 2009 (USD/turista) | Chegadas Turistas per 1000 hab (estimado) 2007 | Receitas per capita 2005 USD | Receitas % exportação bens e serviços 2003 | Receitas turismo % PIB 2003 | % Empregos diretos e indiretos no turismo 2005 | Classif. Mundial Competitiv. Turística TTCI 2011 | Valor do Índice TTCI 2011 |
| ------------------------------------- | -------------------------------------------- | ----------------------------------------------- | -------------------------------------------- | ---------------------------------------------- | ---------------------------- | ------------------------------------------ | --------------------------- | ---------------------------------------------- | ------------------------------------------------ | ------------------------- |
| Argentina                             | 4,329                                        | 3,916                                           | 905                                          | 115                                            | 57                           | 7,4                                        | 1,8                         | 9,1                                            | 60                                               | 4,20                      |
| Brasil                                | 4,802                                        | 5,305                                           | 1.105                                        | 26                                             | 18                           | 3,2                                        | 0,5                         | 7,0                                            | 52                                               | 4,36                      |
| Chile                                 | 2,750                                        | 1,568                                           | 570                                          | 151                                            | 73                           | 5,3                                        | 1,9                         | 6,8                                            | 57                                               | 4,27                      |
| Costa Rica                            | 1,923                                        | 2,075                                           | 1.079                                        | 442                                            | 343                          | 17,5                                       | 8,1                         | 13,3                                           | 44                                               | 4,43                      |
| Cuba                                  | 2,405                                        | 2,080                                           | 865                                          | 188                                            | 169                          | n/d                                        | n/d                         | n/d                                            | n/d                                              | n/d                       |
| México                                | 21,454                                       | 11,275                                          | 525                                          | 201                                            | 103                          | 5,7                                        | 1,6                         | 14,2                                           | 43                                               | 4,43                      |
| Panamá                                | 1,200                                        | 1,483                                           | 1.236                                        | 330                                            | 211                          | 10,6                                       | 6,3                         | 12,9                                           | 56                                               | 4,30                      |
| Peru                                  | 2,140                                        | 2,046                                           | 956                                          | 65                                             | 41                           | 9,0                                        | 1,6                         | 7,6                                            | 69                                               | 4,04                      |
| República Dominicana                  | 3,992                                        | 4,065                                           | 1.018                                        | 408                                            | 353                          | 36,2                                       | 18,8                        | 19,8                                           | 72                                               | 3,99                      |
| Uruguai                               | 2,055                                        | 1,311                                           | 638                                          | 525                                            | 145                          | 14,2                                       | 3,6                         | 10,7                                           | 58                                               | 4,24                      |

- Nota : A cor sombreado verde denota o país com o melhor indicador e a cor sombreado amarelo corresponde aos indicadores do Brasil.

### Turismo doméstico

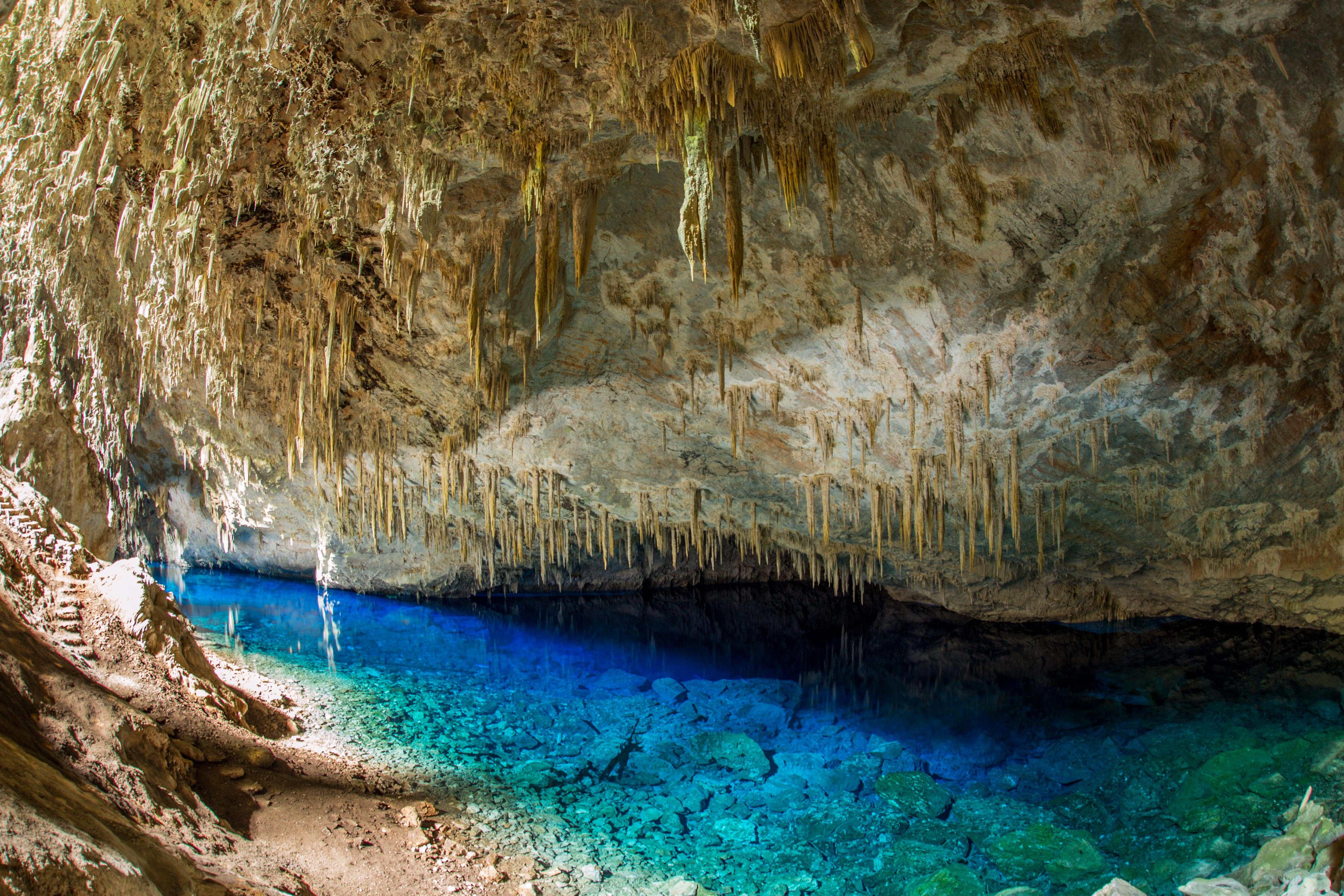
Gruta do Lago Azul em Bonito, Mato Grosso do Sul

O turismo doméstico representa uma parcela fundamental do turismo brasileiro. Com mais de 50 milhões de viagens anualmente, gerou quase dez vezes mais viagens que o turismo internacional receptivo e receitas diretas 5,6 vezes superiores que as advindas do mercado turístico internacional. A receita direta gerada pelo turismo interno em 2010 foi de 33 bilhões de dólares – quase seis vezes mais do que é captado pelo país em relação ao turismo estrangeiro.
Em 2005, os principais estados receptores foram São Paulo (27,7%), Minas Gerais (10,8%), Rio de Janeiro (8,4%), Bahia (7,4%) e Santa Catarina (7,2%). Os três principais estados de origem foram São Paulo (35,7%), Minas Gerais (13,6%) e Rio de Janeiro (8,2%). Em termos de receita gerada, os principais estados são São Paulo (16,4%) e Bahia (11,7%). Os três principais motivos de viagem em 2005 foram visitar amigos e parentes (53,1%), sol e praia (40,8%), e turismo cultural (12,5%).
Ao contrário do turismo internacional, os principais meios de transporte utilizados em 2005 para viajar foram: carro (45,7%), ônibus de linha (25,5%), avião (12,1%), ônibus de excursão ou fretado (7,9%) e carona (5,2%). Outra diferença marcante é o tipo de hospedagem. 60,2% dos turistas domésticos hospedaram-se em casas de amigos ou parentes, seguidos por hotel, pousadas ou resorts (25,1%) e imóvel alugado (6,4%). Como diferencial, o imóvel alugado representa uma importante alternativa de hospedagem apenas nas viagens com destino às regiões Sudeste e Sul. Estas características do turismo doméstico explicam porque em 2005 o gasto médio dos brasileiros foi de apenas 429 dólares em comparação com a média de 860 dólares dos turistas internacionais.
| 1º  | Rio de Janeiro    | RJ |
| 2º  | São Paulo         | SP |
| 3º  | Maceió            | AL |
| 4º  | Gramado           | RS |
| 5º  | Fortaleza         | CE |
| 6º  | Natal             | RN |
| 7º  | Foz do Iguaçu     | PR |
| 8º  | Porto de Galinhas | PE |
| 9º  | Salvador          | BA |
| 10º | Florianópolis     | SC |

## Parques de diversões

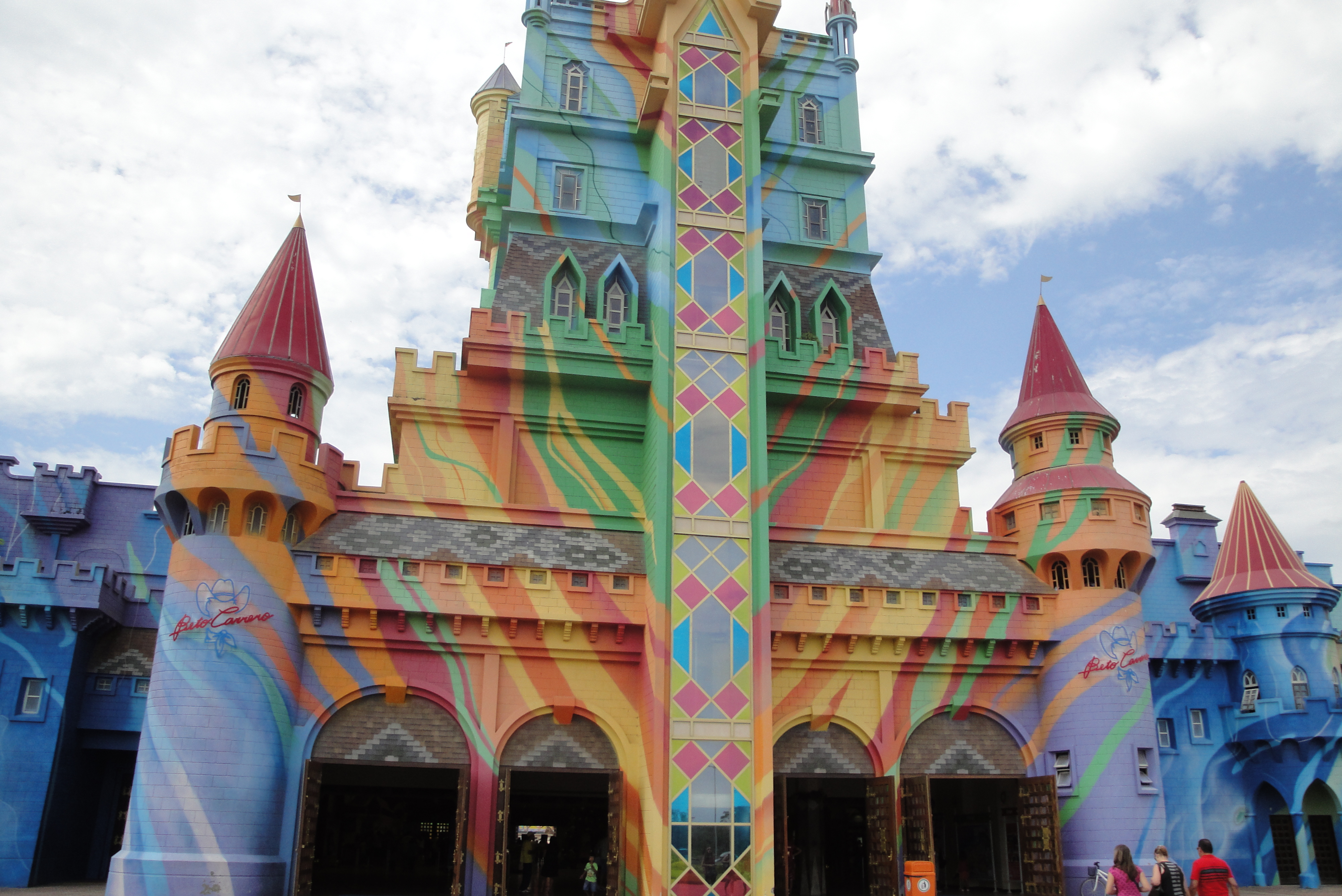
Beto Carrero World.

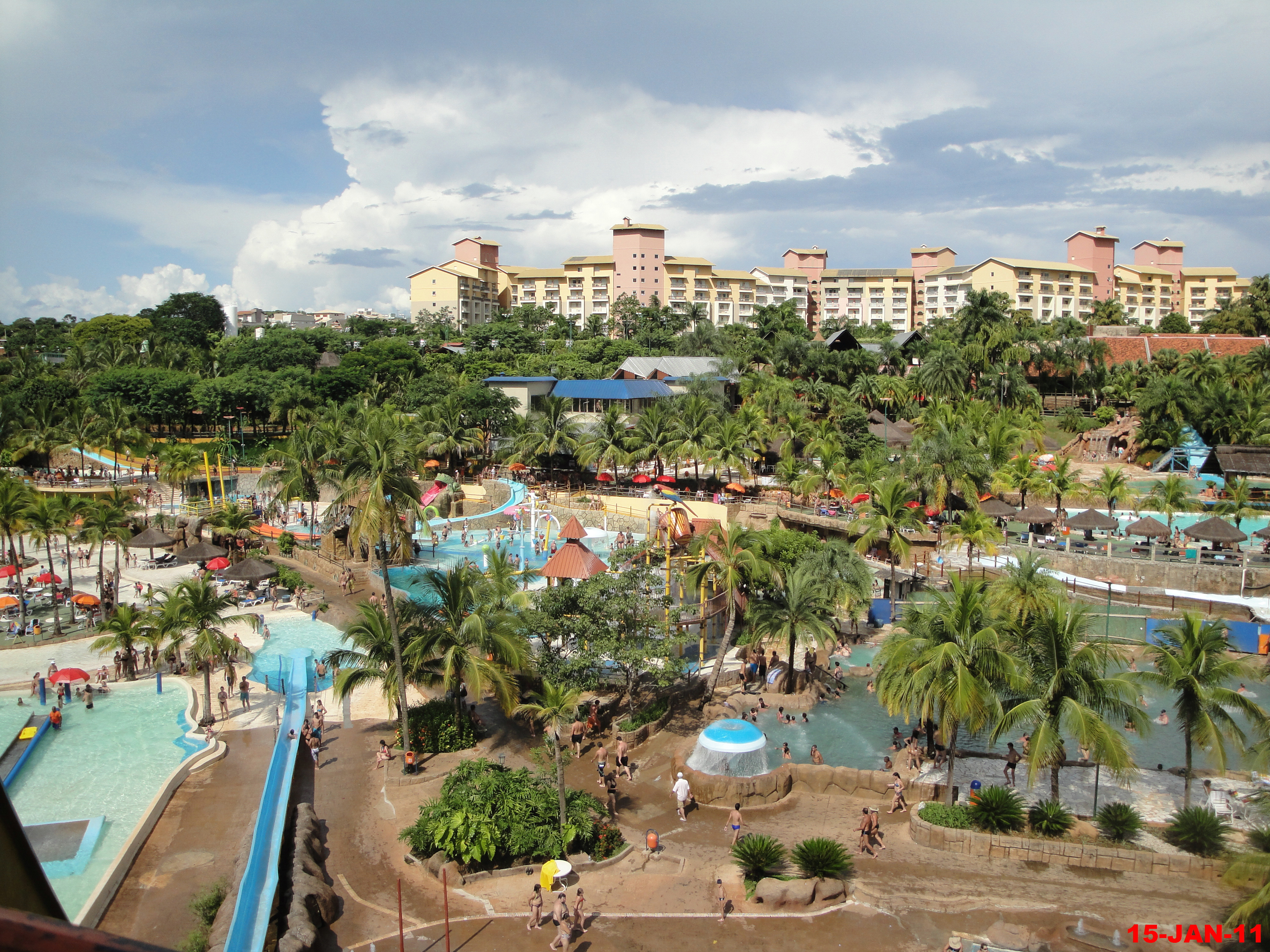
Thermas dos Laranjais, em Olímpia, no interior de São Paulo. É o parque aquático mais visitado do continente americano e o segundo no mundo (2023), com mais de dois milhões de visitantes anuais

Em 2023, segundo o ranking "Melhores Parques de Diversões e Aquáticos", do prêmio "Travelers' Choice", do site TripAdvisor, o Brasil teve 4 dos 25 melhores parques de entretenimento do mundo: Beto Carrero World (2º), em Santa Catarina; Beach Park (3º), no Ceará; Parque Terra Mágica Florybal (13º), no Rio Grande do Sul; e Hot Park (18º), em Goiás.

## Turismo por regiões

### Sudeste
É a região mais visitada do país. Nela, localizam-se vários dos pontos turísticos mais visitados do país. O Rio de Janeiro é internacionalmente conhecido por suas praias e pelo carnaval carioca, além de ser um grande pólo de turismo cultural. São Paulo, também conhecida mundialmente, é o maior centro financeiro do Brasil, e conta com diversos centros culturais e de entretenimento. Em Minas Gerais, localizam-se as mais importantes cidades históricas do Brasil, como Ouro Preto, Tiradentes e Diamantina. O Espírito Santo atrai milhares de turistas todos os anos devido às suas praias.

#### Rio de Janeiro

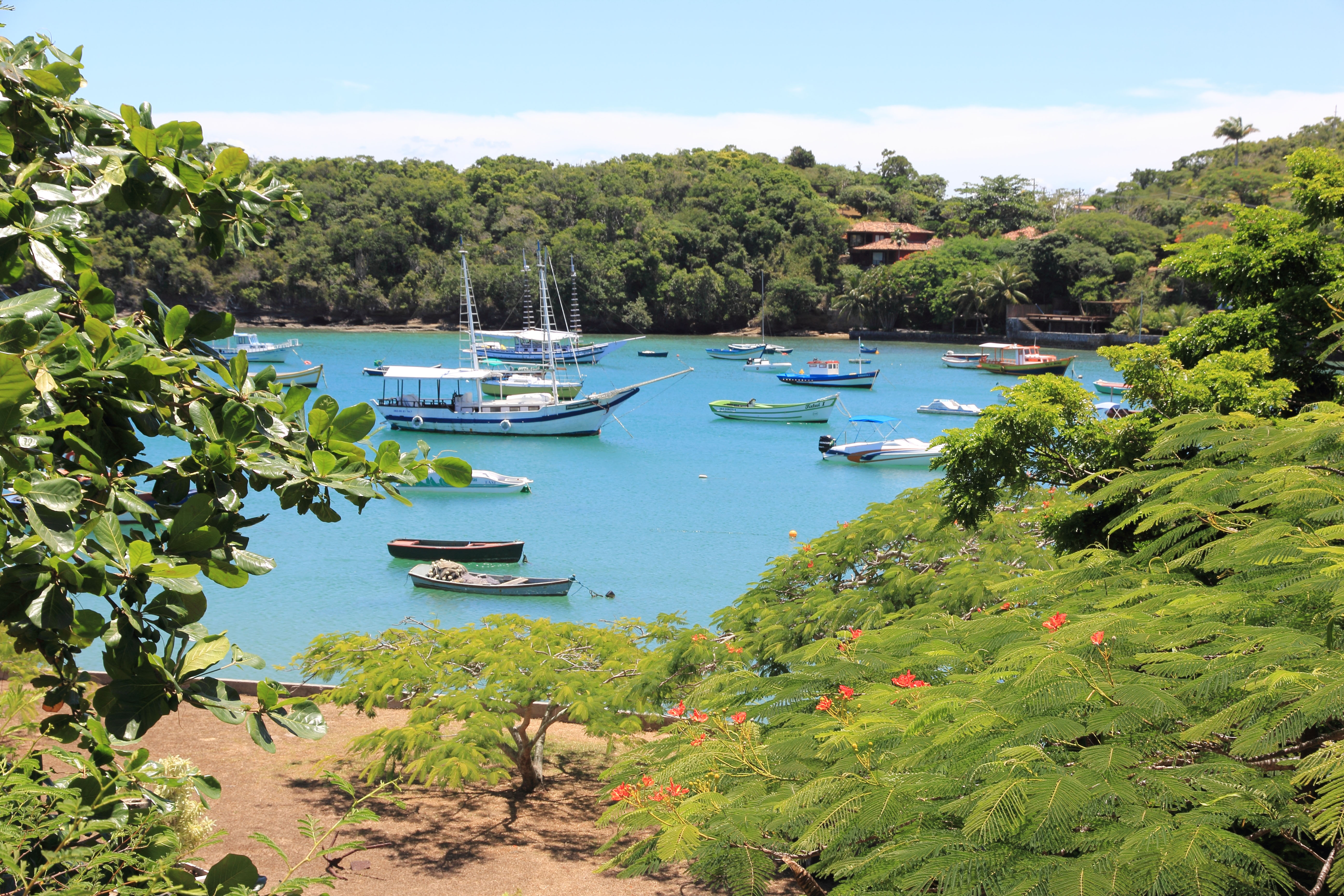
Búzios foi a 5.ª cidade mais visitada do país em 2019 por turistas internacionais.

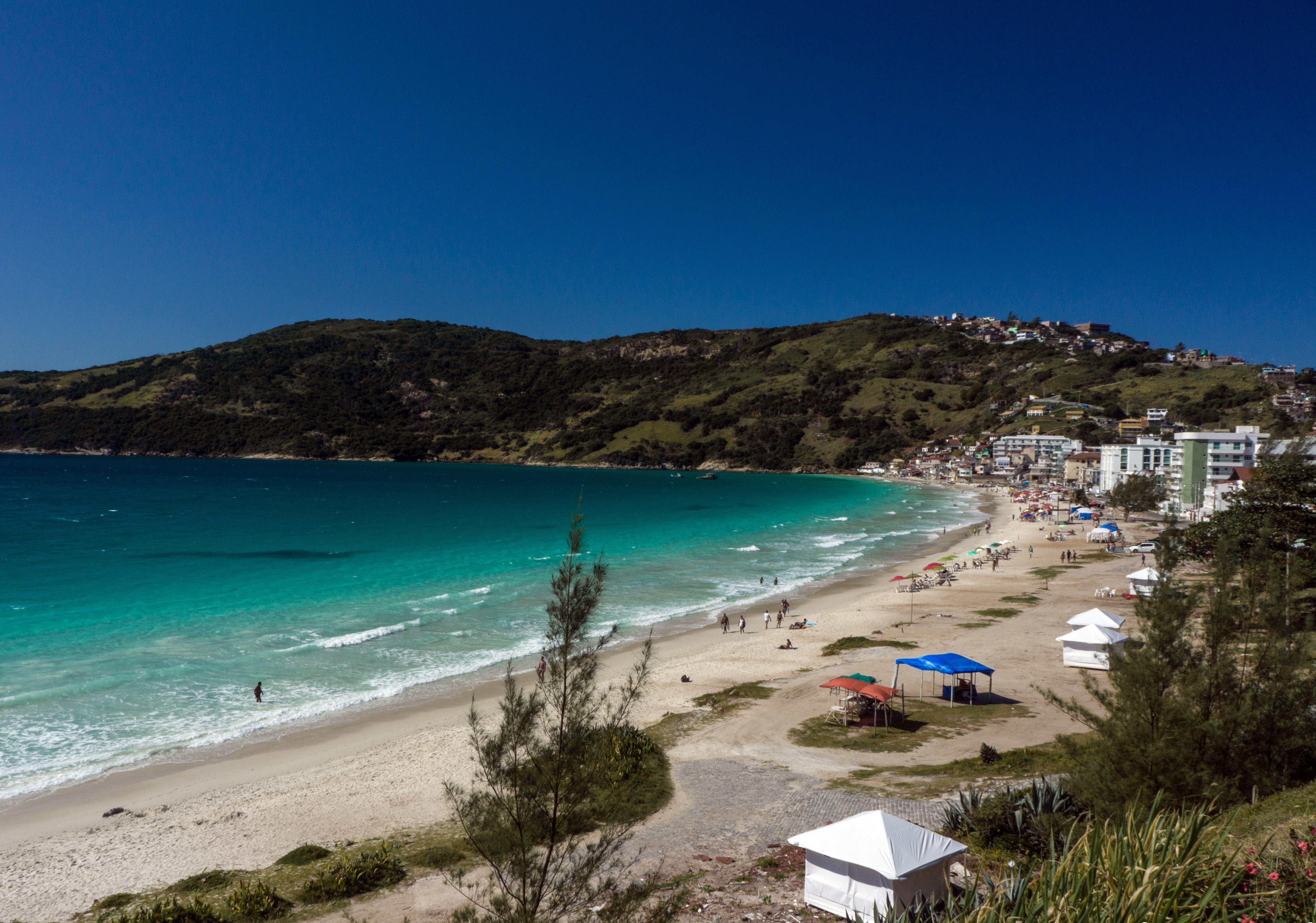
Prainha, Arraial do Cabo.

O Estado do Rio de Janeiro tem 4 das 10 cidades mais visitadas do país por turistas internacionais. Pelo estudo do Ministério do Turismo, em 2019, o Rio de Janeiro era a cidade mais visitada, Búzios estava em 5º lugar, Angra dos Reis em 8º, e Paraty em 10º. O Rio de Janeiro é a cidade que recebe mais turistas estrangeiros em toda a América Latina. No Brasil, ela recebe quase quarenta porcento dos turistas estrangeiros que visitam o país e a que mais recebe turistas em todo o Brasil. Foi eleita uma das dez cidades mais bonitas do mundo pelo site de guia de turismo mundial Ucityguides. É a cidade que mais recebe turistas de cruzeiros marítimos. Durante o verão a cidade recebe mais de três milhões de turistas, sendo a cidade brasileira mais conhecida no exterior. A capital fluminense é internacionalmente conhecida pela beleza de suas praias e morros, além de ser um grande pólo de turismo cultural, contemplada por diversos museus, teatros e casas de espetáculos. Segundo a EMBRATUR, é o destino mais procurado pelos turistas estrangeiros que visitam o Brasil a lazer, e o segundo colocado no turismo de negócios e eventos. A cidade também abriga a maior floresta urbana do mundo, no Parque Estadual da Pedra Branca.
O Cristo Redentor, eleito uma das sete maravilhas do mundo moderno, o morro do Pão de Açúcar (com seu famoso teleférico), a lagoa Rodrigo de Freitas, as praias de Copacabana, Ipanema e Barra da Tijuca, a floresta da Tijuca, a Quinta da Boa Vista, o Jardim Botânico, o Largo do Boticário, a Cinelândia e o Estádio do Maracanã estão entre os principais pontos de visitação. Entre os maiores eventos do calendário carioca, destacam-se o Carnaval, que, segundo o Guinness Book é a maior festa do planeta com cinco milhões de foliões brincando pelas ruas da cidade, o Festival Internacional de Cinema, a Mostra do Filme Livre, a Bienal do Livro, o Fashion Rio, que tem a maior feira de negócios de moda da América Latina, o Anima Mundi e a festa do réveillon em Copacabana, que também está no Guinness Book como a maior festa de ano novo do mundo, com mais de 4 milhões de pessoas espalhas pelas prais da cidade, sendo 2 milhões só na praia de Copacabana.
Quanto aos pontos de referência do turismo cultural, podem-se elencar, entre tantos, o Museu Histórico Nacional, o Museu Nacional de Belas Artes, o MAM, o Real Gabinete Português de Leitura, o Palácio do Catete e o Theatro Municipal.
No sul do estado, a cidade de Paraty, com sua arquitetura colonial, Angra dos Reis com suas ilhas e Ilha Grande são os destaques. Ao norte do estado, são muito procuradas as praias da Região dos Lagos, com Búzios e Cabo Frio. A região serrana conta com Teresópolis, Petrópolis, Nova Friburgo, a vila de Visconde de Mauá, no município de Resende, e Penedo no município de Itatiaia, como refúgios de inverno para se aproveitar o frio.

#### São Paulo

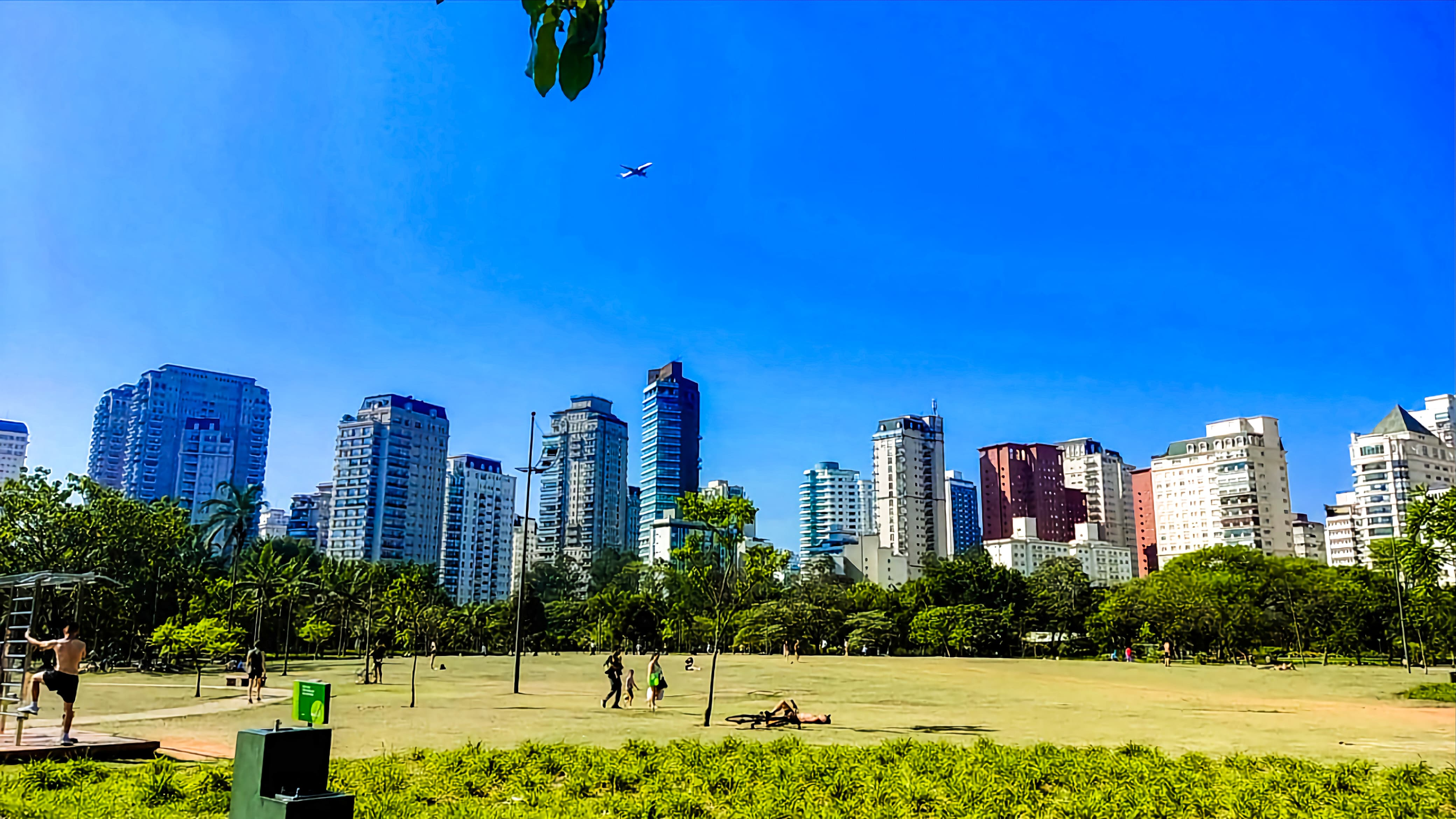
São Paulo, a maior e mais visitada cidade do país. O turismo cultural, gastronômico, de negócios e eventos são os mais buscados.

A cidade de São Paulo tem como característica principal o turismo de negócios, por ser considerada um dos principais centros financeiros da América Latina. Segundo a EMBRATUR, São Paulo é o destino mais procurado pelos turistas estrangeiros que visitam o Brasil a negócios, eventos e convenções, e o terceiro colocado nas viagens de lazer. Estima-se que na cidade ocorra um evento a cada seis minutos. A maior cidade do país também possui a maior rede hoteleira brasileira. Por especulação imobiliária em meados dos anos 1990, hoje existe excesso de oferta em número de vagas.

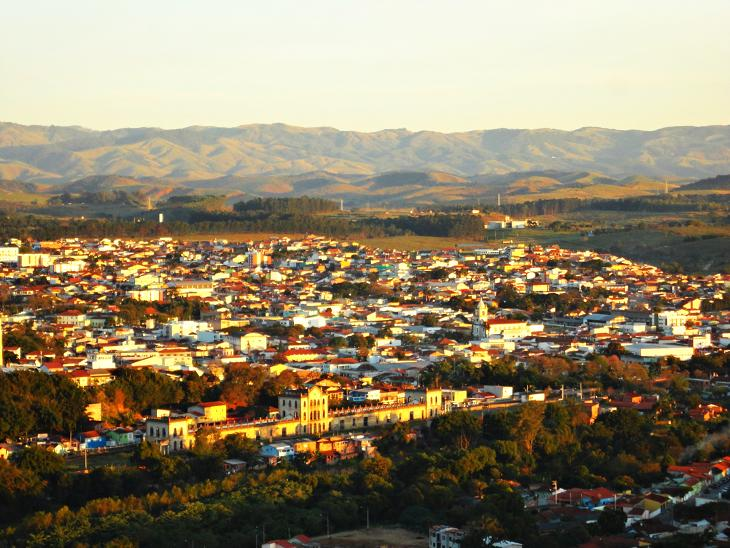
O turismo histórico é muito procurado no interior de São Paulo. Na foto, Cachoeira Paulista

Após receber o título de capital mundial da gastronomia, a cidade conta com grande procura pelo turismo gastronômico. Muitos dos melhores restaurantes do Brasil encontram-se na capital paulista, bem como uma enorme variedade de culinárias para todos os bolsos. O turismo cultural também é destaque, dada a quantidade de museus, teatros e eventos como a Bienal de Arte de São Paulo, a Bienal do Livro de São Paulo, a São Paulo Fashion Week, o Carnaval de São Paulo, o Anima Mundi, a Mostra Internacional de Cinema de São Paulo, o Salão do Automóvel, o Grande Prêmio do Brasil, o réveillon da Avenida Paulista e a Parada do Orgulho Gay (a maior do mundo).[carece de fontes?]

A cidade possui uma agitada vida noturna, principalmente no distrito do Itaim Bibi, na zona oeste da cidade, com suas casas noturnas e restaurantes, que se tornam outro atrativo da cidade.

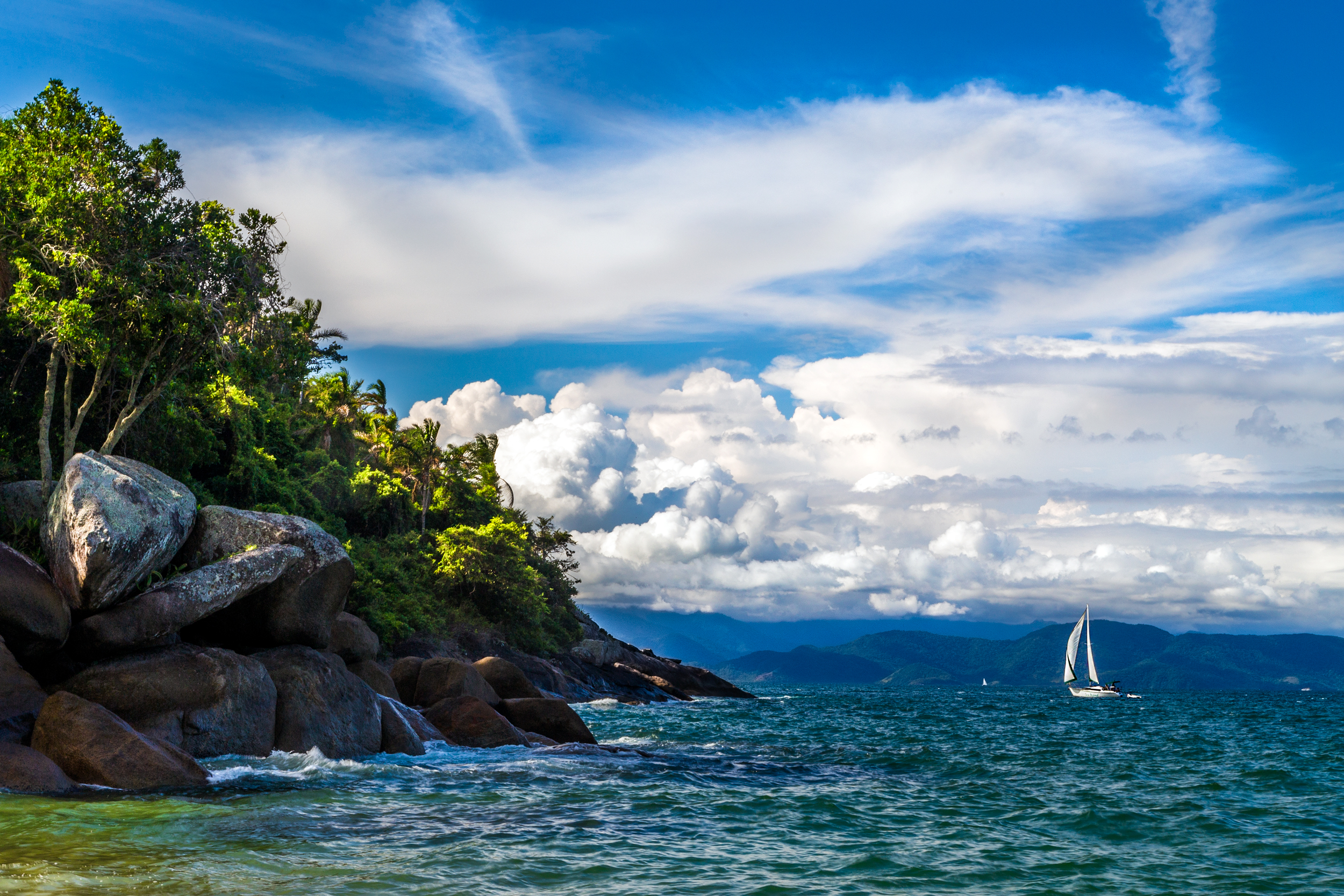
Praia da Feiticeira, no município de Ilhabela

Seus principais marcos e cartões-postais são: a Avenida Paulista, o MASP, o Museu do Ipiranga, o Memorial da América Latina, a Estação da Luz/Museu da Língua Portuguesa, o Teatro Municipal de São Paulo, os edifícios Altino Arantes, Itália e Copan, a Ponte Octávio Frias de Oliveira, o Parque do Ibirapuera e a Praça da Sé. Cidades do interior do estado de São Paulo como Campinas, Campos do Jordão, Atibaia, Bragança Paulista, Sorocaba, São José dos Campos, São Carlos, São José do Rio Preto e outras nas proximidades da Grande São Paulo, como Juquitiba e Embu das Artes e da Região Metropolitana de Campinas também costumam receber considerável número de turistas.
Pequenas cidades do interior também apresentam um fluxo considerável de turistas, sobretudo as estâncias turísticas, climáticas e hidrominerais como Águas de Lindoia, Águas de São Pedro, Aparecida, Atibaia, Campos do Jordão, São Pedro, Serra Negra e Socorro, que contam com grande infraestrutura hoteleira. Outro grande atrativo é o litoral. As cidades mais procuradas são: Santos, Bertioga, Ilha Bela, Guarujá, Caraguatatuba e Ubatuba.

#### Minas Gerais
Já em Minas Gerais, o enfoque é o turismo histórico, com destaque para as cidades de Tiradentes, São João del-Rei, Diamantina e Ouro Preto.

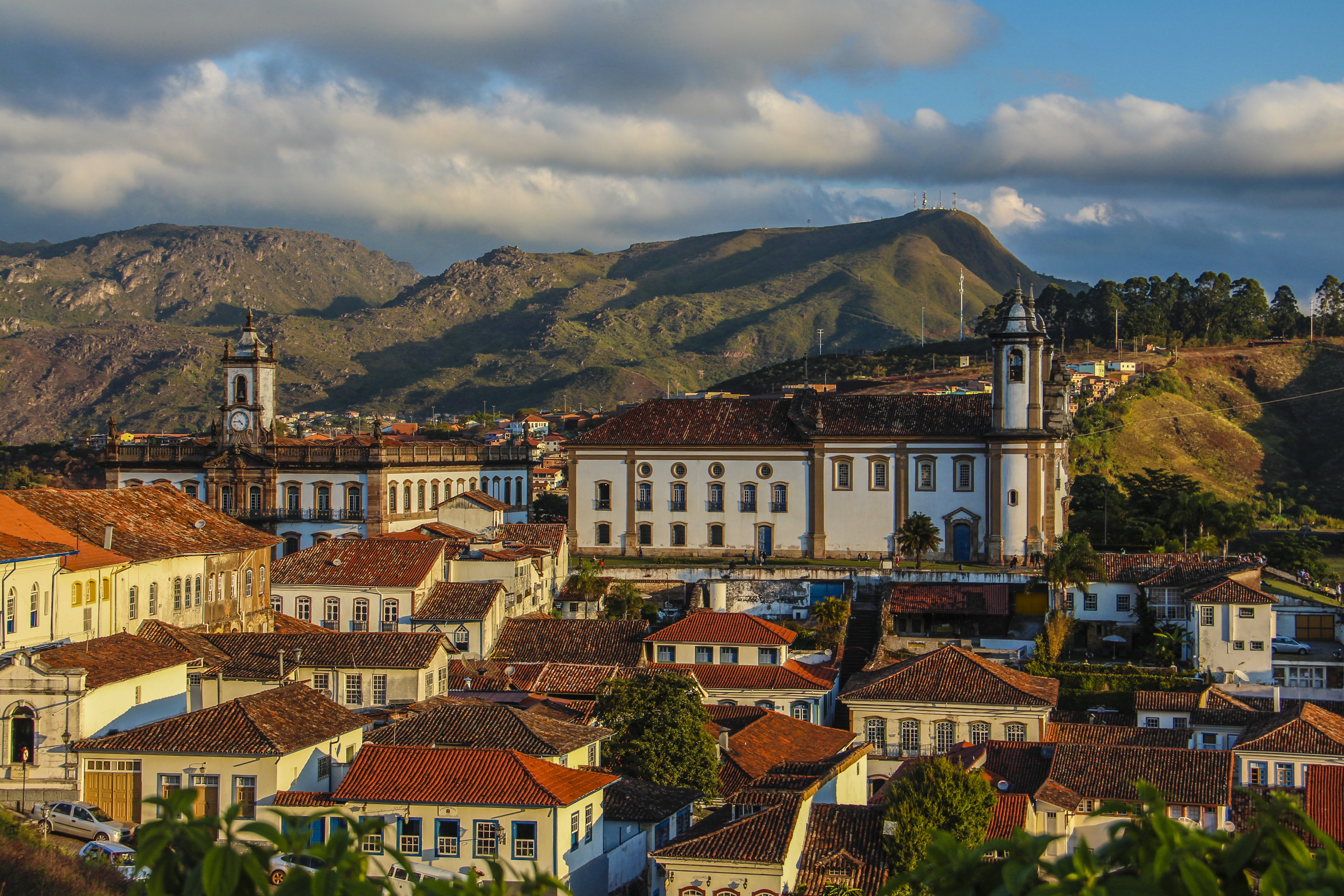
Ouro Preto, foi a primeira cidade brasileira declarada Patrimônio Mundial pela UNESCO.

A capital e maior cidade do estado, Belo Horizonte, um dos maiores centros financeiros do Brasil, com o complexo da Pampulha, o turismo de negócios e um rico acervo cultural. Sua região metropolitana, com a segunda maior cidade do estado, Contagem.
O Triângulo Mineiro, com suas duas maiores cidades, Uberlândia e Uberaba, a primeira conta principalmente com o turismo de negócios, sendo um dos principais centros econômicos do estado de Minas Gerais.
Na região da Zona da Mata, Juiz de Fora e Carangola se destacam pelo turismo de eventos e negócios, contando com museus e diversos pontos turísticos.

#### Espírito Santo

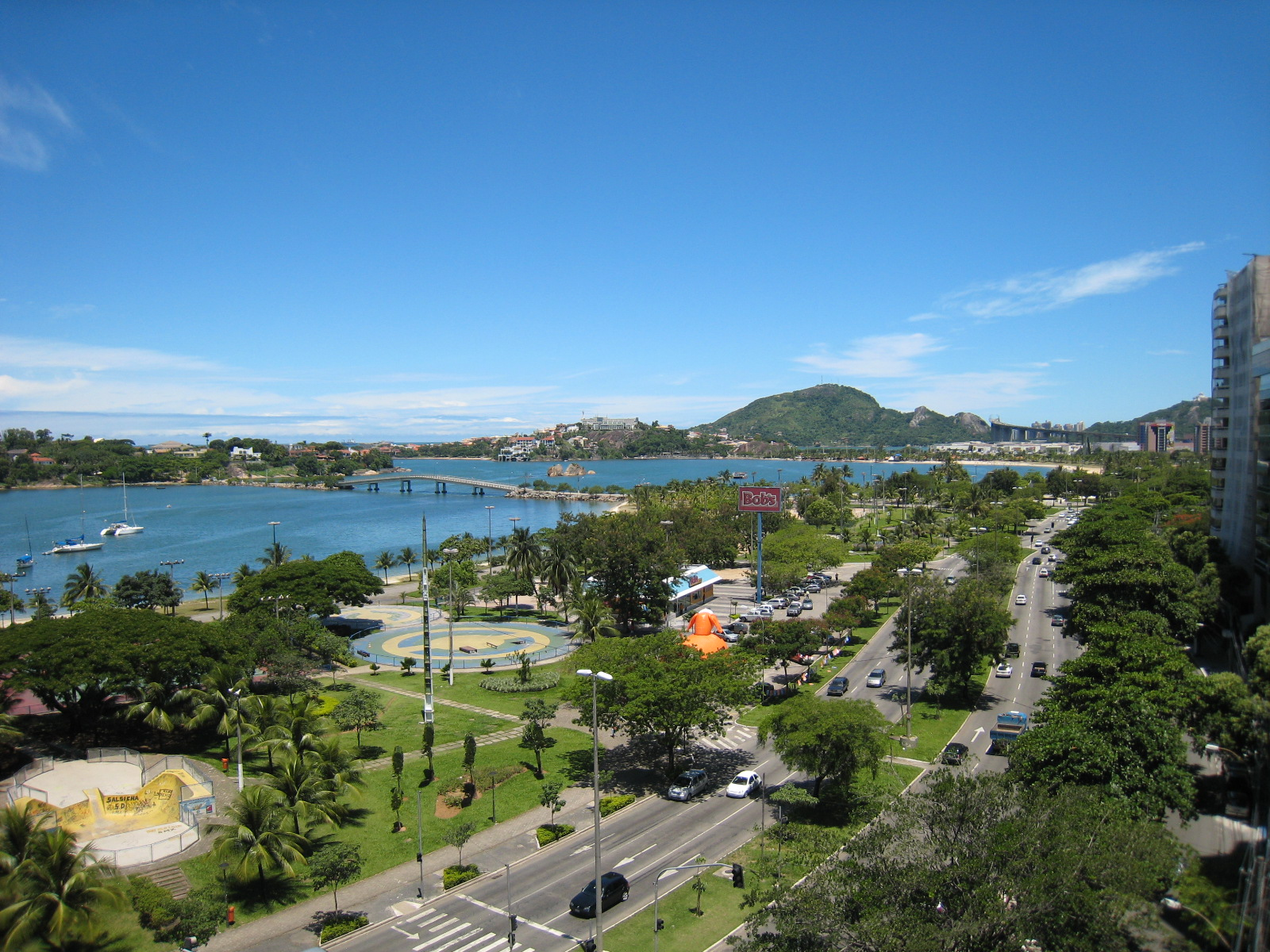
Vitória, a capital do Espírito Santo.

Sua capital é Vitória, mas a cidade mais populosa é Vila Velha. Em setembro de 2006, surgiu o "Projeto Visitar", que visa a revitalização do centro de Vitória. O projeto encontra-se na etapa inicial e, com a abertura dos seculares patrimônios para visitação na capital do estado, contabilizou mais de 10 mil visitantes nos primeiros seis meses.
O estado demonstra um grande potencial turístico, embora pouco explorado. Conta com a versatilidade de ter o clima de montanha a menos de duas horas da praia, construções históricas, belezas naturais e até cidades inteiras fundadas por imigrantes italianos e alemães inteiramente preservadas, dentre outras atrações.
As principais cidades visitadas por turistas são: Vitória, Vila Velha, Serra, Guarapari, Linhares, Iriri, São Mateus, Marataízes, Conceição da Barra, incluindo as dunas e a vila de Itaúnas.

### Sul
A Região Sul do Brasil, composta pelos estados do Paraná, Santa Catarina e Rio Grande do Sul, tem como principais atrações turísticas as suas belezas naturais, praias, cidades históricas e suas colônias europeias, além do clima bem definido, marcado principalmente pelo inverno rigoroso.

#### Santa Catarina

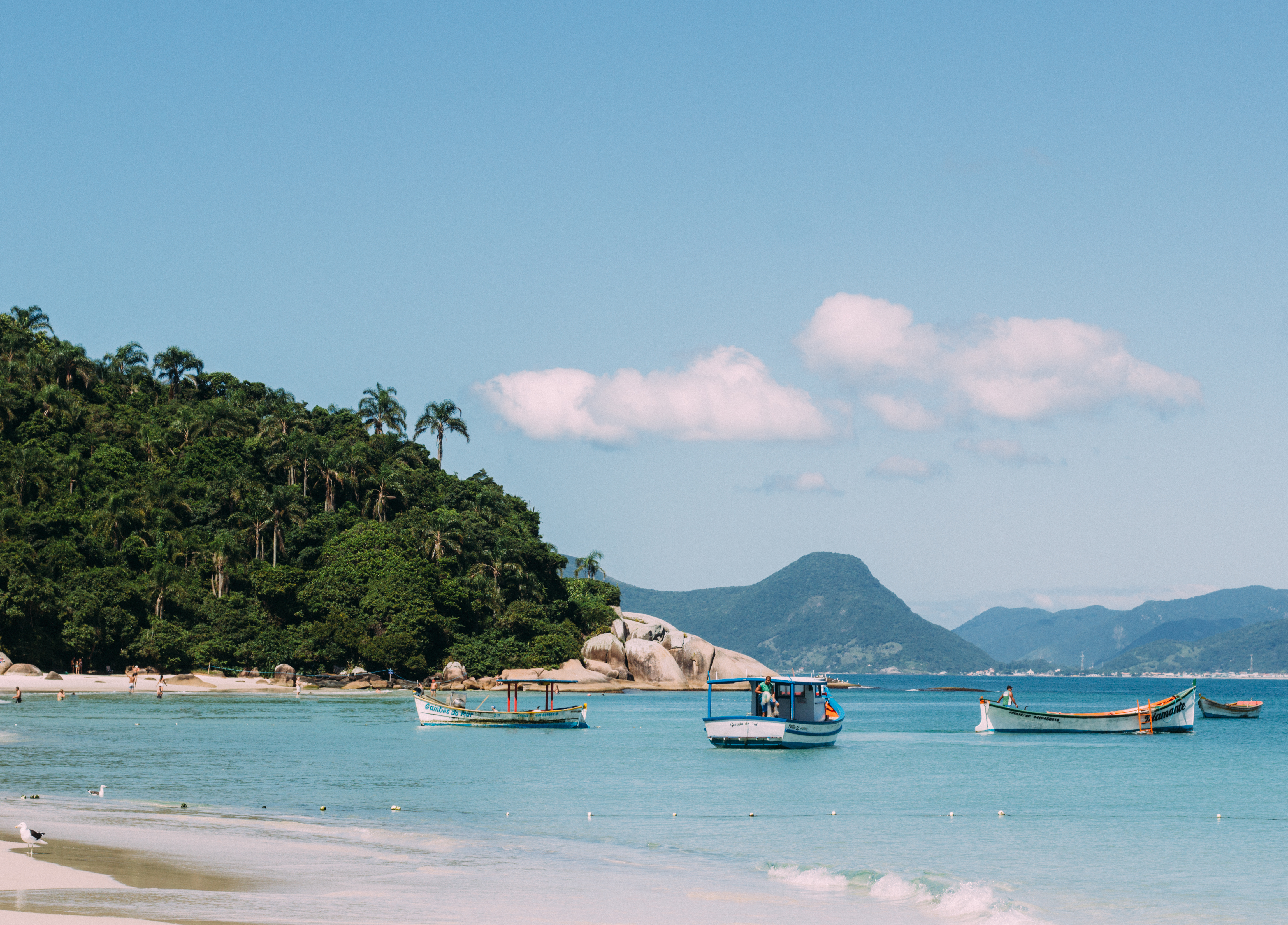
Praia da Ilha do Campeche, Florianópolis.

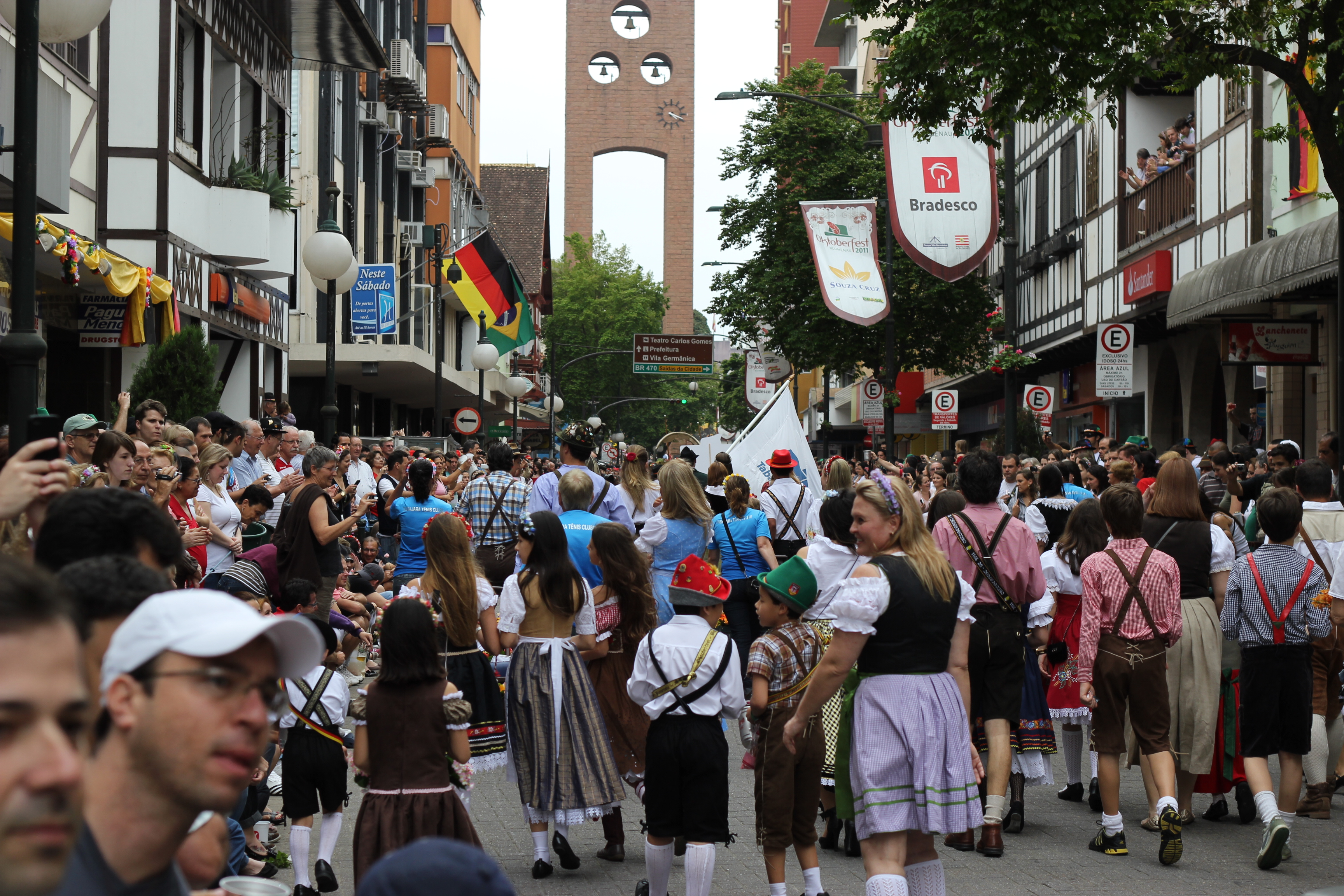
Oktoberfest de Blumenau.

O estado de Santa Catarina  tem 4 das 15 cidades mais visitadas do país por turistas internacionais. Pelo estudo do Ministério do Turismo, em 2019, Florianópolis era a 2ª cidade mais visitada, Bombinhas estava em 7º lugar, Balneário Camboriú em 9º, e Itapema em 15º lugar. Santa Catarina possui um território eivado de contrastes: as serras contrapõem-se ao litoral de belas de praias, baías, enseadas e dezenas de ilhas; na arquitetura, vários municípios mantêm as construções típicas da época da colonização; enquanto a capital, Florianópolis, é uma cidade de edificações modernas, marcada pela forte presença dos jovens, dos esportes náuticos e dos campeonatos de surfe.
As praias mais procuradas em Santa Catarina, são as belas praias de Bombinhas, Itajaí, Itapema e Balneário Camboriú
Santa Catarina também é marcada pela intensa colonização europeia, que se perpetuou, plantando suas raízes no estado, notadas pela arquitetura e costumes. As tradicionais "festas de Outubro" são um dos pontos altos em matéria de turismo, com a versão brasileira da Oktoberfest, que ocorre anualmente em Blumenau (evento semelhante ao que acontece em Munique, Alemanha).
A proximidade com a Argentina também reforça o número de turistas estrangeiros em busca do litoral catarinense. Florianópolis, a capital do estado, é quarta cidade mais visita por turistas estrangeiros no Brasil a lazer.
Em Santa Catarina, encontra-se a cidade mais fria do Brasil, São Joaquim, que nos últimos anos tem observado a expansão de seu potencial turístico devido a presença de neve durante o inverno, acontecimento raro em países como o Brasil.
Em Santa Catarina também se encontra o maior parque multemático da América Latina, o Beto Carrero World é destino de muitos turistas estrangeiros, inclusive argentinos. O parque concentra mais de 100 atrações para todas as idades.

#### Paraná

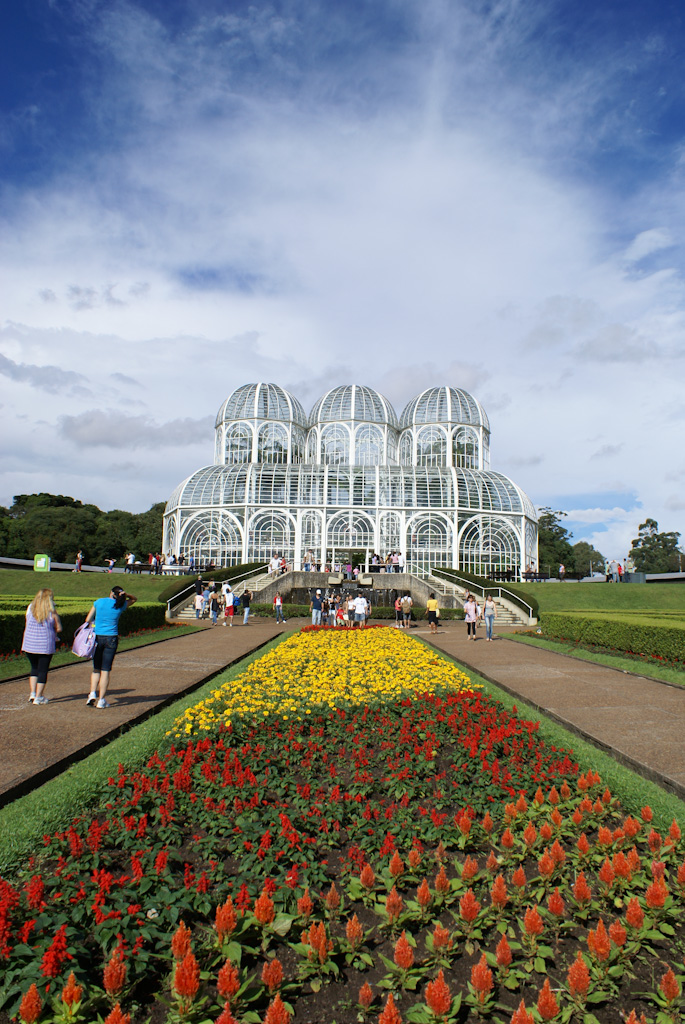
Jardim Botânico de Curitiba

O Paraná é um dos estados que tem um grande número de parques nacionais, destacando-se o Parque Nacional do Iguaçu e o Parque Nacional do Superagui, com cerca de 250 quedas-d’águas e 75 metros de altura. Foz do Iguaçu é conhecida internacionalmente, sendo a 3a cidade mais visitada do país por turistas internacionais, de acordo com estudo do Ministério do Turismo, em 2019, devido principalmente às Cataratas do Iguaçu, à Represa de Itaipu e por ser fronteira com o Paraguai e a Argentina, onde brasileiros visitam as cidades vizinhas, Ciudad del Este e Puerto Iguazú. A Garganta do Diabo é uma das atrações do maior conjunto de cataratas do mundo.
Em Maringá existe a Catedral de Maringá (Basílica Menor de Nossa Senhora da Glória), segundo monumento mais alto da América do Sul e décimo do mundo.
A Serra do Mar, porção de Mata Atlântica no estado, é também um dos grandes fortes no turismo do Paraná. É possível descer a serra, por trem, de Curitiba às pequenas cidades históricas de Morretes e Antonina, e provar o barreado, prato típico da região.
Na divisa do Primeiro Planalto com o Segundo encontra-se o sexto maior cânion do mundo, com abertura entre 100 e 130 metros e aproximadamente 40 km de extensão o Cânion Guartelá é um importante campo de pesquisa geológico e geomorfológico do Brasil.

#### Rio Grande do Sul

Cascata do Caracol em Canela.

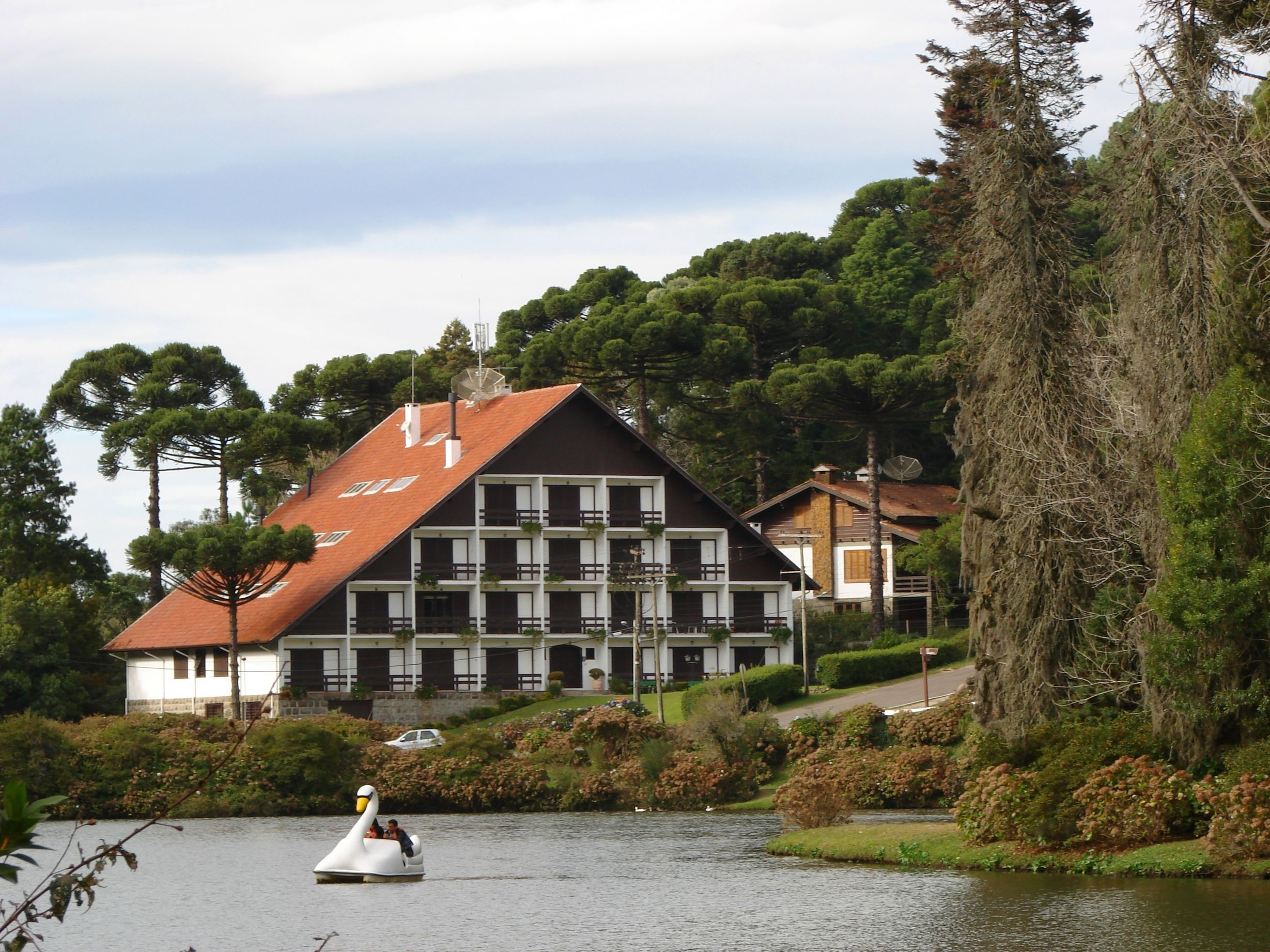
A aparência europeia das cidades gaúchas, como Gramado, na Serra Gaúcha, atrai milhares de turistas.

O Rio Grande do Sul é um estado com vastas opções de turismo. Recebe anualmente grande número de turistas. As praias do litoral norte das cidades de Capão da Canoa, Tramandaí e Torres são as mais conhecidas do estado, esta última apresentando falésias. São três pedras à beira-mar, sendo que uma delas avança mar adentro, emergindo a uma altura de 30 metros.
A Serra Gaúcha, colonizada por imigrantes italianos e alemães, atrai milhares de turistas todos os anos, no inverno e no verão. As cidades de Gramado e Canela são conhecidas na época de Natal pela decoração das ruas, juntamente com os parques natalinos.
No inverno, os turistas visitam essas cidades juntamente com Caxias do Sul (que também recebe milhares de turistas durante a Festa da Uva), São José dos Ausentes, São Francisco de Paula, Cambará do Sul e Nova Petrópolis, devido às temperaturas baixas, frequentemente negativas e com a possibilidade de queda de neve. Nas mesmas, encontram-se os cânions de Itaimbezinho e da Fortaleza, entre os maiores do Brasil.
Na região conhecida como "Pequena Itália", em que se localizam as cidades de Caxias do Sul, Bento Gonçalves e Garibaldi, podem-se encontrar as melhores vinícolas do Brasil. Nesta região, o enoturismo é largamente praticado.
Ainda, mais a oeste, encontram-se as Missões Jesuíticas, na cidade de São Miguel das Missões e arredores, onde os visitantes encontram, além das ruínas, trilhas para caminhadas, gastronomia internacional e produção local de vinhos.

### Nordeste

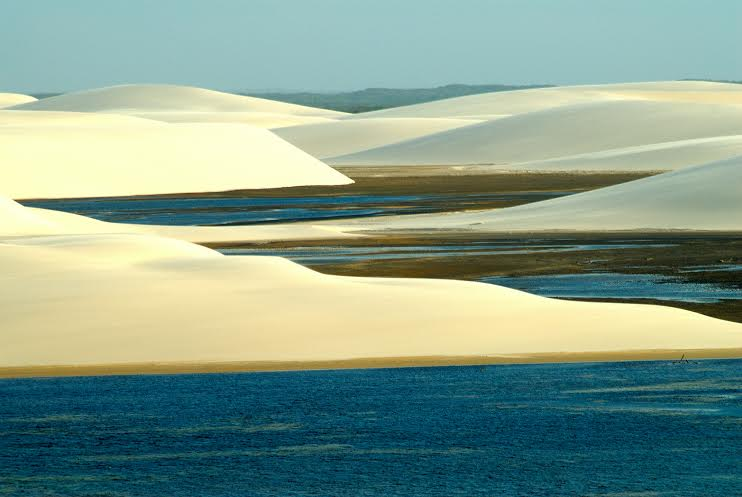
Parque Nacional dos Lençóis Maranhenses, Maranhão.

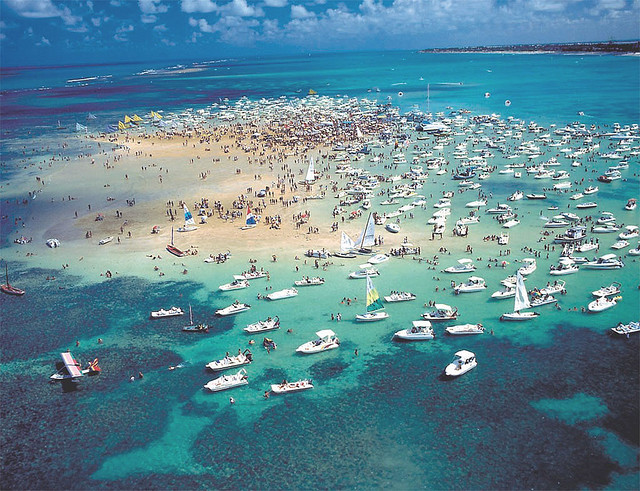
Vista de Cabedelo, na Paraíba.

O imenso litoral da região Nordeste do Brasil é o principal fator que contribui no turismo local. Com belas praias, milhões de turistas desembarcam nos modernos aeroportos nordestinos todos os anos. Há alguns anos vêm se investindo intensamente na melhoria da infraestrutura na região, como a construção de parques aquáticos, complexos hoteleiros, resorts e pólos de ecoturismo. Esse crescimento, no entanto, favorece a especulação imobiliária, que, em muitos casos, ameaça a preservação de importantes ecossistemas.
Segundo a pesquisa "Hábitos de Consumo do Turismo Brasileiro 2009", realizada pelo Vox Populi em novembro de 2009, a Bahia é o destino turístico preferido dos brasileiros, já que 21,4% dos turistas que pretendem viajar nos próximos dois anos optarão pelo estado. Pernambuco, com 11,9%, é o segundo colocado. Os dois estados mais bem colocados da pesquisa estão localizados na região.
A cultura nordestina é um atrativo à parte para o turista. Em cada estado, há danças e hábitos seculares preservados. As rendas de bilros e a cerâmica são as formas mais tradicionais de artesanato da região. Segundo o Guinness Book, o Carnaval de Salvador é a maior festa popular do mundo, contando com cerca de 2,7 milhões de foliões em seis dias de festa. Para se ter uma ideia, este mesmo número é quase equivalente ao número de moradores da cidade. No período de alta-estação, o verão, a capital baiana chega a receber cerca de dois milhões de turistas. Outro carnaval de grande destaque no Nordeste é o Carnaval Recife–Olinda, considerado a folia de momo mais democrática e culturalmente diversa do país, e conhecida por seus característicos bonecos gigantes e pelo ritmo do frevo e do maracatu, como também pelo maior bloco carnavalesco do mundo segundo o Guinness Book 1995, o Galo da Madrugada.
Outro evento característico nordestino são as festas juninas, como as de Caruaru (PE) e Campina Grande (PB), as mais populares do país durante a época. O nordeste é a região brasileira que abriga o maior número de Patrimônios Culturais da Humanidade, título concedido pela UNESCO. Alguns exemplos são a cidade de Olinda (PE), São Luís (MA) e o centro histórico do Pelourinho, em Salvador (BA).
Outros grandes destaques em nível nacional e mundial são Fernando de Noronha, com suas maravilhosas paisagens naturais e mar cristalino, local que abriga, entre outros, os golfinhos rotadores, conhecidos em todo o mundo, e o Parque Nacional dos Lençóis Maranhenses, um paraíso ecológico com 155 mil hectares de dunas, rios, lagoas e manguezais, localizado no nordeste do estado do Maranhão, ocupando uma área de 270 km de dunas que se formam conforme a combinação dos ventos. Há ainda o Parque Nacional da Serra da Capivara, no Piauí, um dos mais importantes sítios arqueológicos do país.

#### Bahia

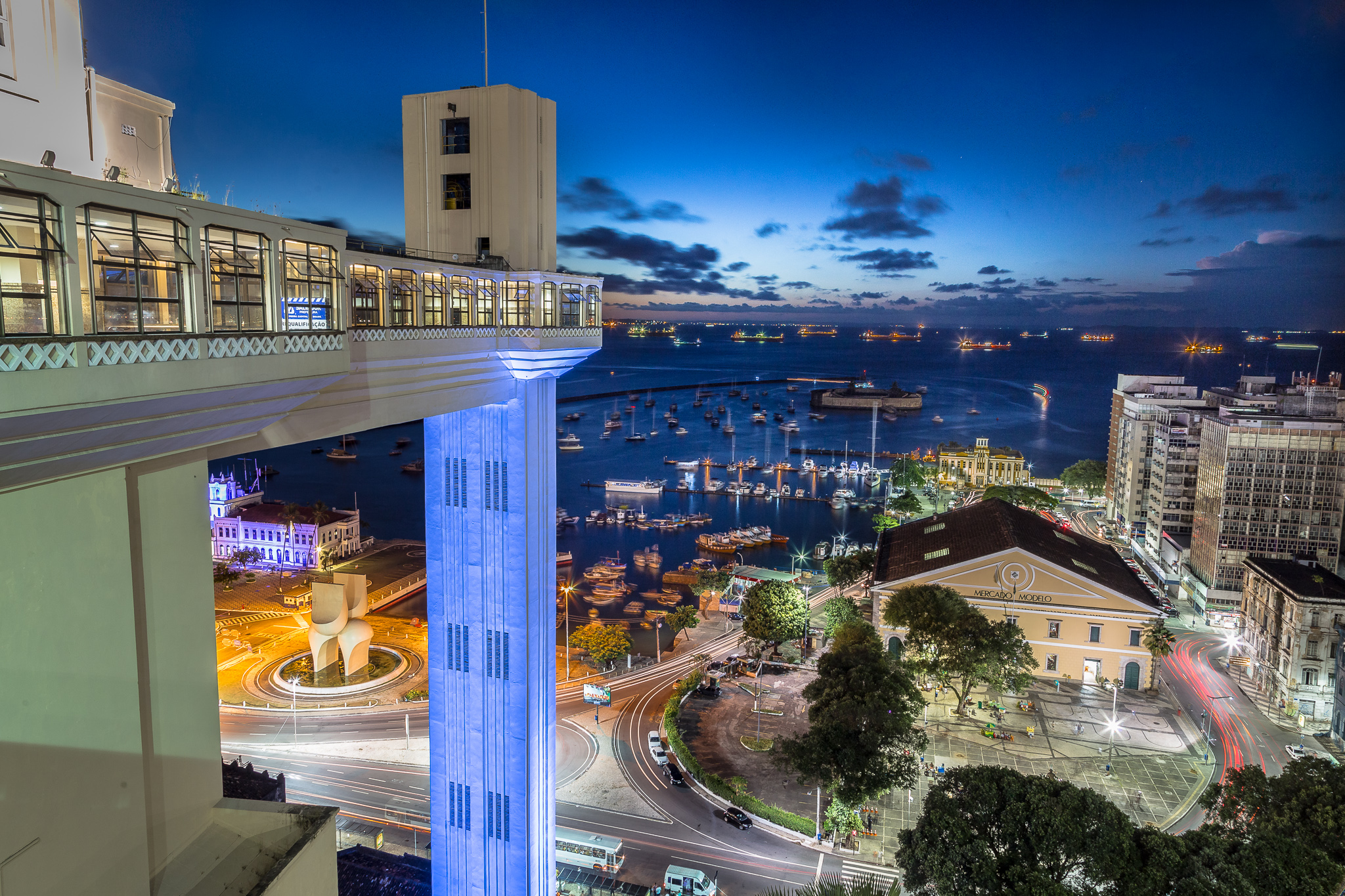
Salvador, maior município da região Nordeste e capital da Bahia, atrai cerca de dois milhões de turistas somente no verão.

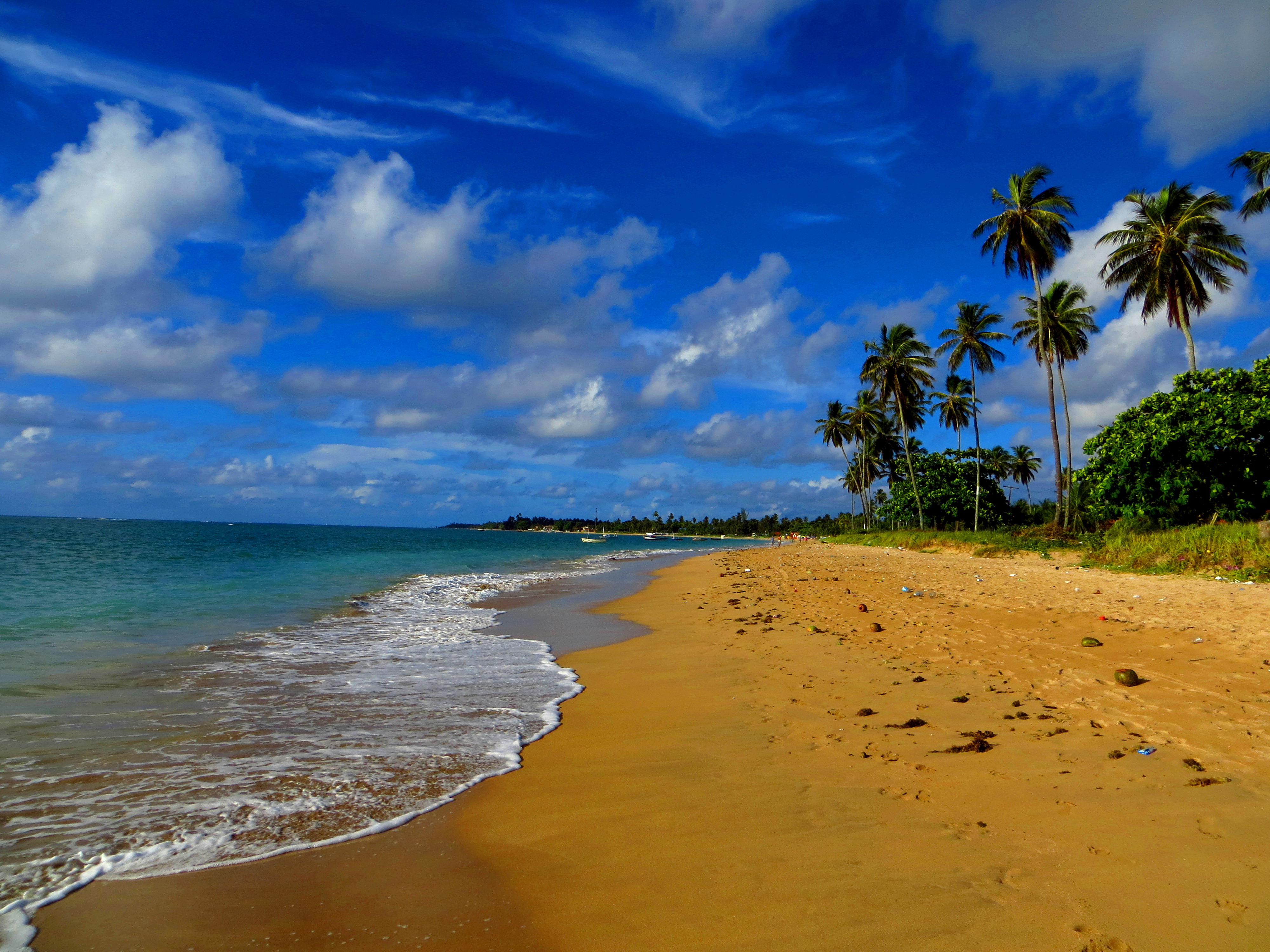
Praia Barra do Gil, na Ilha de Itaparica.

A Bahia é o maior estado da região e possui o maior litoral do país, num total de 932 km, correspondente a 12,4% do total. No litoral baiano, localiza-se o distrito da Costa do Sauípe, maior complexo turístico do Brasil, construído dentro do município de Mata de São João e projetado desde o seu princípio visando o turismo. O Arquipélago dos Abrolhos se destaca por possuir uma excelente área para mergulho autônomo e livre além de atrações como a temporada das baleias jubarte, que se inicia no mês de julho. Na região metropolitana de Salvador, está a Baía de Aratu. Também é marcante a Baía de Camamu, terceira maior baía brasileira. O litoral baiano ainda possui outros lugares bastante turísticos como Arraial d'Ajuda, em Porto Seguro (local do desembarque de Pedro Álvares Cabral em 22 de abril de 1500), Morro de São Paulo, Praia do Forte e Maraú.
Na capital do estado, Salvador, localiza-se a Baía de Todos os Santos, a maior baía brasileira, tendo 1.052 km² de extensão, profundidade de até 42 metros com visibilidade de mergulho entre 10 e 20 metros. Na cidade, destaca-se também o Farol da Barra, localizado na praia da Barra. Construído no século XVII, o farol possui uma localização geográfica única no planeta, onde é possível ver tanto o nascer quanto o pôr-do-sol no mar, pois ocupa o vértice da península em que está a cidade. O farol é um dos mais famosos cartões-postais da cidade, junto ao Elevador Lacerda. No quesito história, em Salvador há o bairro do Pelourinho, considerado Patrimônio Cultural da Humanidade pela UNESCO e que guarda vestígios da época em que a cidade era a capital do Brasil e principal sede político-administrativa do Brasil Colonial.
O carnaval de Salvador é o segundo maior do país, superado apenas pelo do Rio de Janeiro, que segundo o Guinness Book é o maior do mundo. Durante o período do carnaval de Salvador, dezenas dos cantores e grupos musicais famosos do Brasil desfilam nos trios elétricos como Ivete Sangalo, Daniela Mercury, Cláudia Leitte, Chiclete com Banana, Asa de Águia, a apresentadora Eliana com seu bloco destinado ao público infantil, entre muitos outros.
A gastronomia é outro atrativo da região. A culinária da Bahia, uma das mais conhecidas do Brasil, é baseada em especiarias com tempero forte, à base de azeite de dendê, leite de coco, gengibre e, naturalmente, pimenta (a gosto) de muitos diferentes tipos. Na culinária baiana, algumas das principais iguarias — muitas delas de origem africana — são o acarajé, o abará, o caruru e o vatapá.
Assim como em toda a região Nordeste, o ecoturismo ainda está se desenvolvendo na Bahia. Nele, destaca-se a Chapada Diamantina, onde está localizado o Pico do Barbado, ponto mais alto do Nordeste brasileiro, com cerca de 2.033 metros.

#### Pernambuco

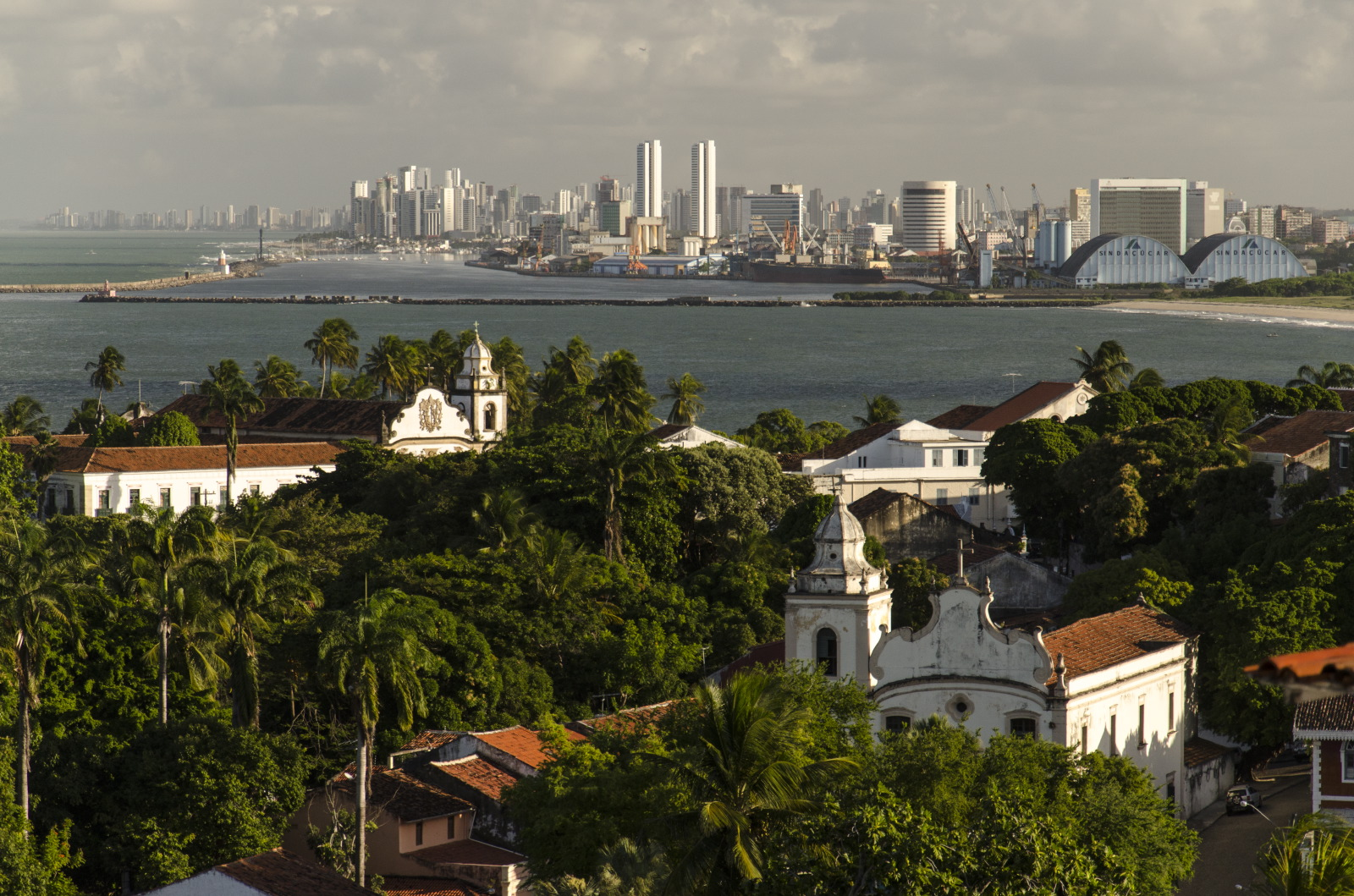
Olinda, mais antiga entre as cidades brasileiras declaradas Patrimônio Cultural da Humanidade, tendo ao fundo a cidade do Recife, sede da maior concentração urbana da região Nordeste.

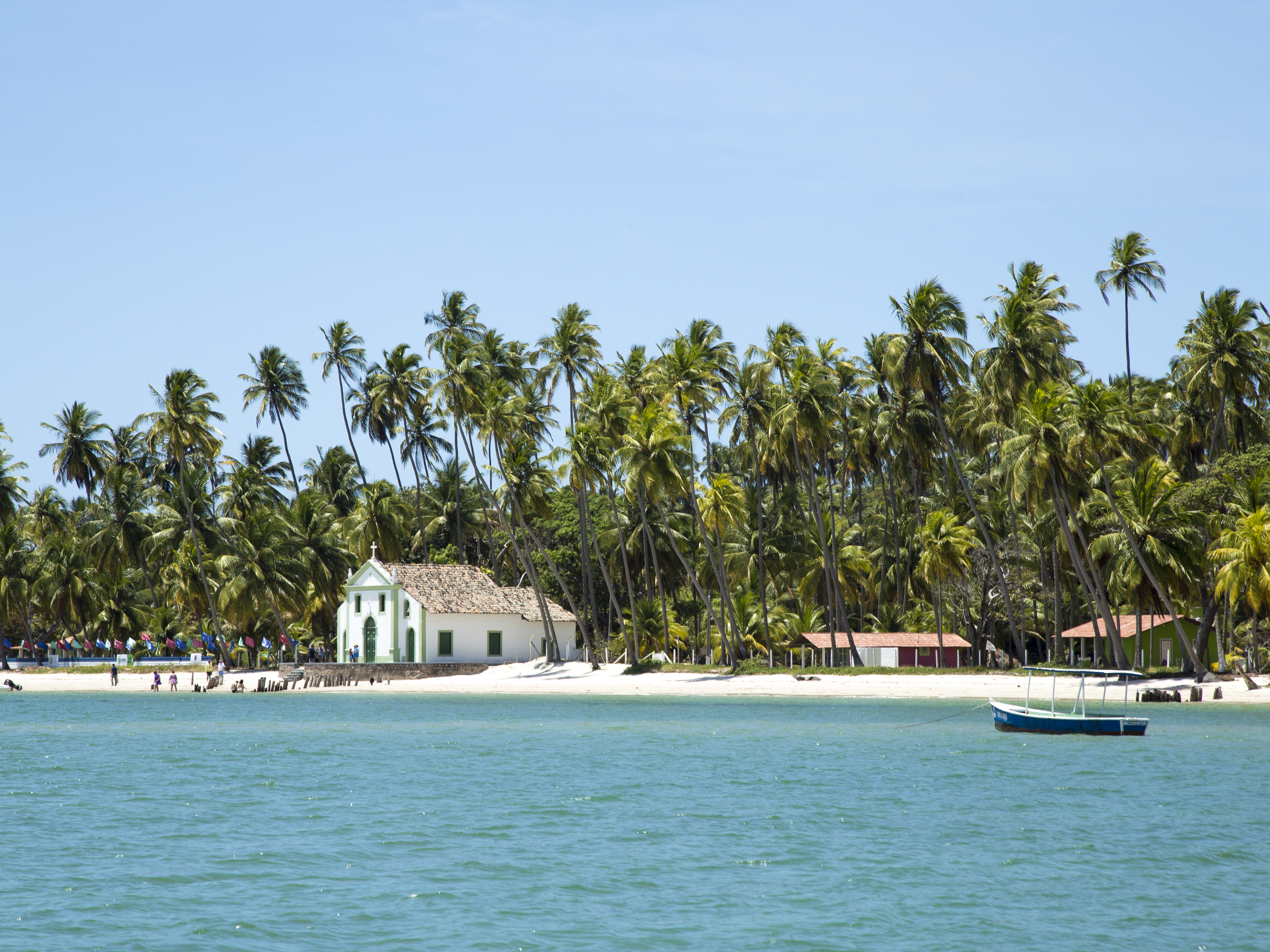
Praia dos Carneiros, eleita uma das 15 melhores praias do mundo pelos usuários do TripAdvisor.

O turismo no estado de Pernambuco oferece diversas atrações históricas, naturais e culturais.
As principais localidades turísticas do estado de Pernambuco são Fernando de Noronha, Porto de Galinhas, Cabo de Santo Agostinho, Olinda, Recife, Igarassu, Itamaracá, Gravatá, Triunfo, Garanhuns e Caruaru.
O litoral do estado de Pernambuco tem cerca de 187 quilômetros de extensão, entre praias e falésias, zonas urbanas e locais praticamente intocados. Faz divisa ao norte com a Paraíba e ao sul com Alagoas. Além do litoral, possui o arquipélago de Fernando de Noronha e suas 16 praias. Entre as praias mais procuradas do estado estão as de Boa Viagem, Porto de Galinhas, Carneiros, Serrambi, Guadalupe, Calhetas, Maria Farinha, Nossa Senhora do Ó, Ilha de Itamaracá e a Ilhota da Coroa do Avião.
O Litoral Sul do estado, que tem cerca de 110 km de praias, é totalmente protegido por corais, que formam irresistíveis piscinas naturais de águas mornas. É famoso por diversas praias conhecidas nacional e internacionalmente, como Porto de Galinhas, e pelo cabo de Santo Agostinho, local da descoberta do Brasil pelo navegador espanhol Vicente Yáñez Pinzón no dia 26 de janeiro de 1500.
Turistas de todo o país se hospedam nos luxuosos hotéis e resorts do litoral sul do estado. O Litoral Norte do estado é mais densamente habitado que o litoral sul, quase urbanizado por completo desde a Região Metropolitana do Recife até a divisa com a Paraíba. Tem alguns dos sítios históricos mais importantes do Brasil, como os dos municípios de Olinda, Igarassu, Itamaracá e Goiana. Construções do Brasil Colônia, como o Forte Orange na Ilha de Itamaracá e a Igreja dos Santos Cosme e Damião em Igarassu, são muito visitadas por turistas que passam pela região.
O arquipélago de Fernando de Noronha tem destaque nacional e mundial. Pelas ilhas é possível avistar os golfinhos saltadores. As principais atrações do arquipélago são o Forte de Nossa Senhora dos Remédios de Fernando de Noronha, a Vila dos Remédios, a Praia da Conceição, a Praia do Boldró, a Baía dos Porcos, a Baía do Sancho (cercada por falésias cobertas de vegetação), a Baía dos Golfinhos, a Praia da Cacimba do Padre, o Morro Dois Irmãos, o Reduto de São Joaquim de Fernando de Noronha, o Reduto de Santa Cruz do Morro do Pico de Fernando de Noronha e o Reduto de Santana de Fernando de Noronha. O arquipélago foi declarado Patrimônio Natural da Humanidade pela UNESCO no ano de 2001.

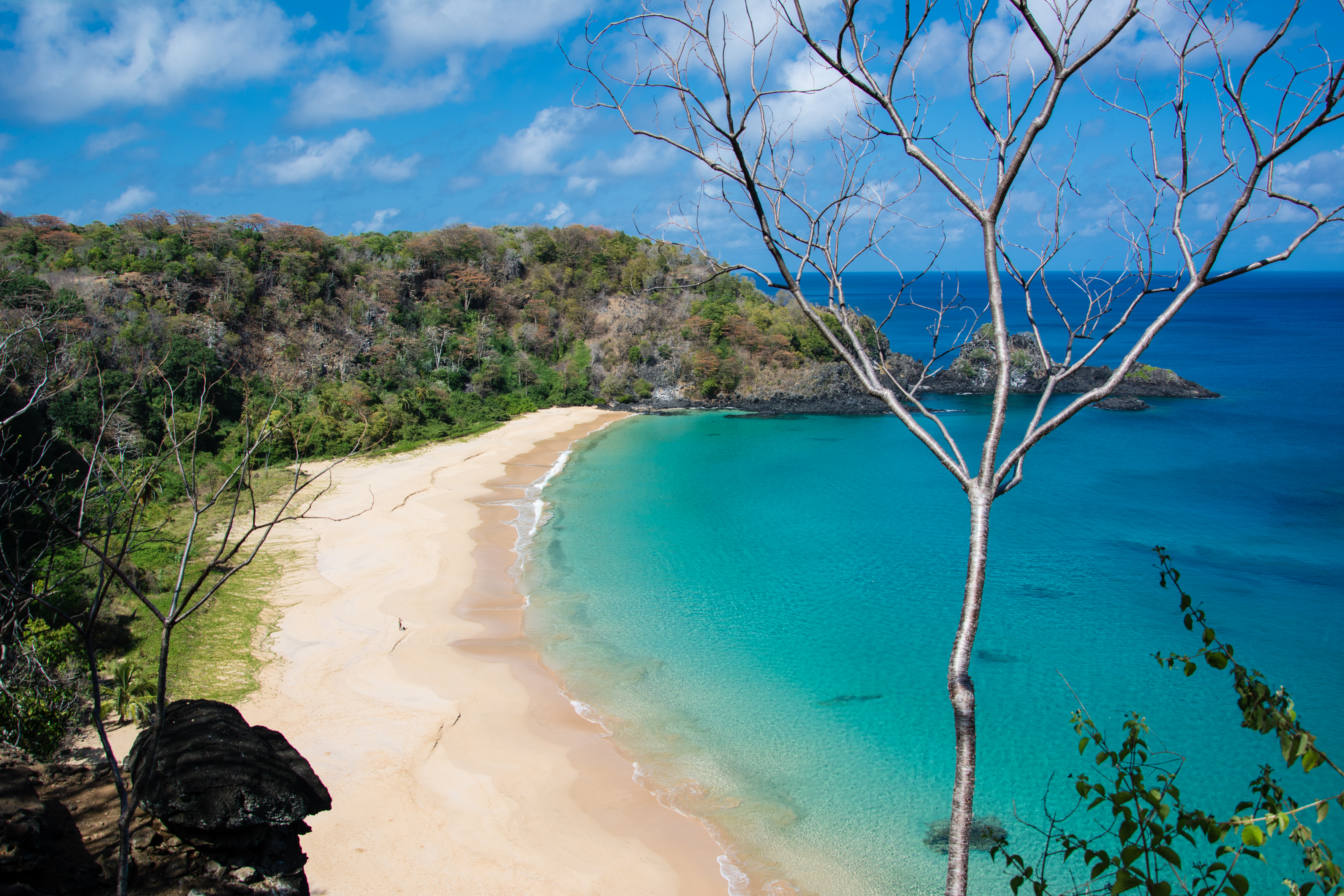
A Baía do Sancho, em Fernando de Noronha, foi eleita a melhor praia do mundo pelos usuários do TripAdvisor.

O Circuito do Frio é uma opção para os que procuram um clima ameno.
Trata-se de um evento multicultural, realizado no mês de julho e começo de agosto em cinco cidades serranas do interior pernambucano: Garanhuns, Triunfo, Gravatá, Pesqueira e Taquaritinga do Norte. O Festival de Inverno de Garanhuns (FIG), criado em 1991, foi o primeiro evento, que deu início ao costume de seguir para o interior de Pernambuco na época mais fria do ano. O FIG apresenta uma maratona de atrações nacionalmente conhecidas nas praças e parques. São 12 polos, espalhados por toda a cidade de Garanhuns, num evento que mistura diversos estilos musicais – rock, MPB, blues, jazz, forró e música instrumental, para citar alguns –, teatro, cinema, circo, gastronomia, folguedos populares e outras formas de manifestação cultural.
Triunfo, por sua vez, é um dos destinos mais concorridos do circuito, com antigas construções e conventos, o Cine-Teatro Guarany, os engenhos de cana-de-açúcar e a Lagoa João Barbosa. Em Gravatá, o Circuito do Frio recebe o nome de Festa da Estação.
Cidade de larga tradição rendeira, Pesqueira realiza há cinco anos a Festa da Renascença, justamente o nome da renda feita na região. Na cidade das praças e das flores, Taquaritinga do Norte, comanda a Festa das Dálias.

### Norte
Por ser uma região pouco habitada e de ocupação mais tardia, o ecossistema da região Norte do Brasil encontra-se preservado, o que propicia as atividades de ecoturismo. Como parte do recente planejamento de desenvolvimento sustentável, a exploração do turismo cresce a cada dia com mais infraestrutura para os turistas.
Outro atrativo da região é o centro histórico, encontrado nas cidades de: Belém, Boa Vista, Itacoatiara, Manaus, Rio Branco, Santarém e Bragança.
As cidades que são mais visitadas pelos turistas na Amazônia são: Manaus, Belém, Salinópolis, Porto Velho, Santarém, Boa Vista, Macapá, Rio Branco, Palmas, Bragança e Parintins.

#### Amazonas

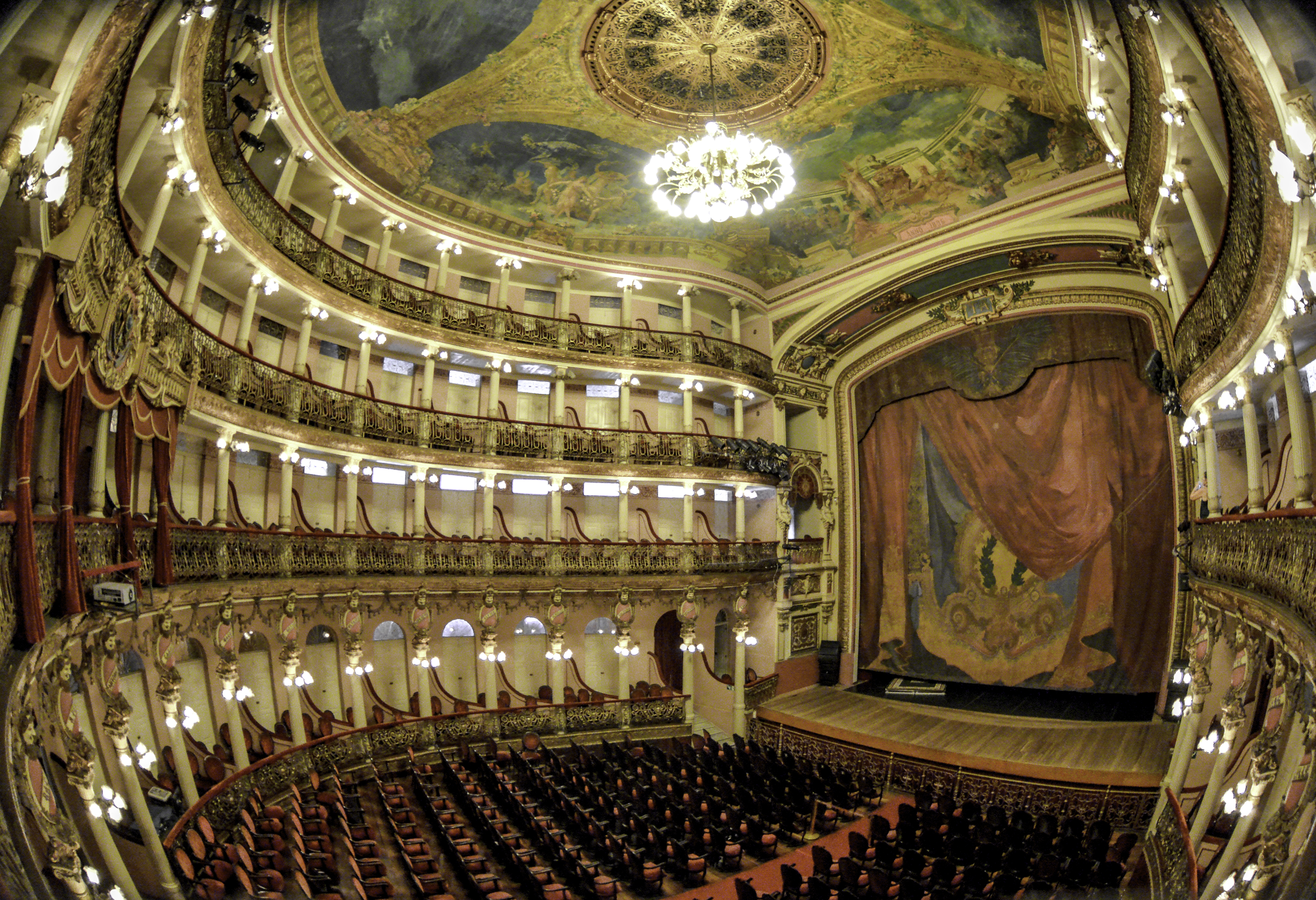
O Teatro Amazonas, inaugurado em 1896, é a expressão mais significativa da riqueza de Manaus durante o ciclo da borracha. É considerado como uma das mais belas casas de ópera do mundo. Por ser uma obra singular no país, foi tombado como Patrimônio Histórico Nacional pelo IPHAN em 1966.

O Amazonas recebeu o prêmio de melhor destino verde da América Latina, concedido em votação feita pelo mercado mundial de turismo, durante a World Travel Market, ocorrido em Londres em 2009. Em pesquisa realizada entre 2018 e 2019, a taxa de satisfação dos turistas de navios cruzeiros que passaram pelo Amazonas alcançou o percentual de 77,38%. Os turistas entrevistados em um estudo realizado pela Empresa Estadual de Turismo do Amazonas (Amazonastur) responderam a um questionário contendo 16 itens, entre comidas regionais, internet, opções de lazer, informações turísticas, bares e restaurantes.
Manaus, a capital do estado, é uma metrópole de 2,1 milhões de habitantes no centro da Amazônia e o maior destino turístico da Região Norte, oferecendo uma boa estrutura aos visitantes. Apresenta hotéis de selva, tanto nos seus limites territoriais, quanto em sua região metropolitana. O turismo cultural também é destaque, dada a quantidade de museus, eventos e teatros, como o Teatro Amazonas, considerado Patrimônio Histórico Nacional; o Carnaval de Manaus; o Festival Amazonas de Ópera; o Mercado Municipal de Manaus (polo gastronômico e comercial de produtos amazônicos); o Palacete Provincial (museu); o Jardim Botânico de Manaus; o Instituto Nacional de Pesquisas da Amazônia (bosque da ciência); o Parque Municipal do Mindu; a Catedral Metropolitana de Manaus e o Palácio da Justiça (museu).
O ecoturismo, comumente chamado de turismo de natureza, também atrai milhares de visitantes ao estado. Entre as atrações naturais, destaca-se o Encontro das Águas, um fenômeno natural causado pelo encontro das águas barrentas do rio Solimões com as águas escuras do Rio Negro, as quais percorrem cerca de seis quilômetros sem se misturarem. Esse fenômeno acontece em decorrência da temperatura e densidade das àguas, e, ainda a velocidade de suas correntezas. A Praia da Ponta Negra, uma praia fluvial às margens do rio Negro, localizada a 13 km do Centro. Possui orla urbanizada, quadras para prática de esporte e um anfiteatro onde são realizadas apresentações musicais, espetáculos teatrais e outras atrações, tornando-a um dos principais pontos turísticos de Manaus. A Praia da Lua, Praia do Tupé e a Praia Dourada também são atrativos turísticos naturais.
A Praia da Lua está localizada na zona rural de Manaus, à margem esquerda do rio Negro, tem o formato de uma Lua em quarto crescente e uma extensão de areia branca banhada pelo rio Negro, límpidas. A Praia do Tupé e a Dourada estão localizadas em Manaus, sendo esta última banhada pelo igarapé do Tarumã. Outro ponto natural também visitado é a Cachoeira do Paricatuba, situada na margem direita do Rio Negro, num pequeno afluente. A cachoeira é formada por rochas sedimentares e cercada por vegetação abundante e o acesso é feito por via fluvial. O Parque Nacional de Anavilhanas, um arquipélago com cerca de 400 ilhas, distribuído entre os municípios de Manaus, Iranduba e Novo Airão. É considerado Patrimônio da Humanidade pela UNESCO.
Em Parintins, segunda maior cidade do Amazonas, é realizado o maior evento folclórico a céu aberto do mundo, com repercussão internacional: o Festival Folclórico de Parintins, baseado no boi-bumbá (ou bumba meu boi em outros estados), onde duas agremiações — bois-bumbá Garantido e Caprichoso — se enfrentam em um evento de luxo, cultura e brilho, que ocorre no último fim de semana de junho. O festival é o evento cultural que mais atrai turistas.
Itacoatiara, terceira cidade mais populosa do estado, realiza desde 1985 o Festival da Canção de Itacoatiara, considerado o maior festival de música da Região Norte.  Já a cidade de Manacapuru, localizada Grande Manaus, realiza outro festival importante para o estado: o Festival de Ciranda de Manacapuru, que acontece desde 1997 e atrai cerca de 50 mil turistas.
Outro município muito visitado é Presidente Figueiredo, que tem paisagens naturais, como cavernas, floresta virgem, fauna, flora e cachoeiras, além de Reservas como a Reserva Biológica do Uatumã e a Reserva Indígena Waimiri Atroari. Já foram catalogadas mais de cem quedas-d'água em sua região, o que lhe conferiu o título de "terra das cachoeiras". Outro ponto forte do município é o turismo de aventura, com práticas esportivas radicais (rapel, rafting, canyoning) e pesca esportiva. Maués também é um dos polos turísticos, com extensas faixas de praias de rios de águas límpidas que possibilitam a prática de caça subaquática. Grande exportador de guaraná, realiza nos meses de novembro e dezembro a Festa do Guaraná, que chega a reunir um público de 120 mil pessoas.
Barcelos é considerada referência na exportação de peixes ornamentais, tendo inclusive um Festival Cultural do gênero. Mas o grande atrativo turístico é a pesca esportiva, tendo o município a maior concentração de Tucunarés do estado do Amazonas, sendo muito valorizada pelos seus habitantes e que fazem tal esporte de forma ecologicamente correta. Em suas terras, encontra-se parte do Parque Nacional do Jaú e a cachoeira do El Dorado, considerada a maior queda d’água livre do Brasil, com cerca de 400m de altura, e o Abismo Guy Collet, que é a caverna mais profunda do mundo formada por quartzito, com 671 metros de profundidade. O Parque Estadual da Serra do Aracá é outro grande atrativo.

#### Pará

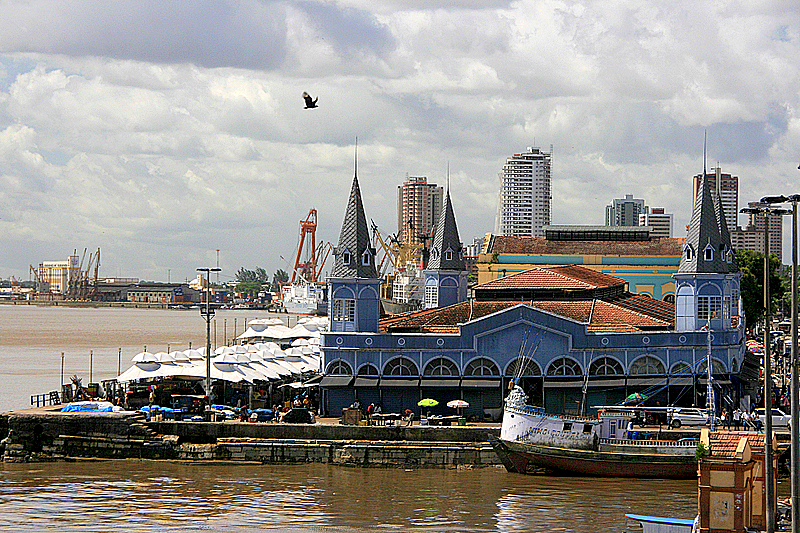
Ver-o-Peso em Belém do Pará

É um dos estados mais visitados da região norte, possuindo diversos atrativos turísticos. O estado apresenta um considerável patrimônio cultural e gastronômico, este último se focando nas comidas típicas como: tacacá, maniçoba, pato no tucupi, o açaí, entre muitos outros, todos encontrados no mercado Ver-o-Peso.
Um dos atrativos naturais de destaque no Pará é a praia de Alter-do-Chão, no município de Santarém, praia esta considerada o "caribe brasileiro".[carece de fontes?] Belém, capital do Pará, sedia o Círio de Nazaré, considerada a maior manifestação religiosa do Brasil e do mundo.[carece de fontes?] Outros destinos turísticos paraenses são os rios de água doce, como Outeiro, Mosqueiro, Icoaraci,ou mesmo os refrescantes igarapés.Também existem praias oceânicas como Salinópolis, Marudá e localidades da Ilha de Marajó. Além de centros históricos Bragança, Vigia.
A sua capital Belém, oferece uma grande variedade de serviços como uma ampla rede hoteleira, bancos, lojas, shoppings e supermercados. É apelidada carinhosamente de "Cidade das Mangueiras", porém sua arborização tem desaparecido nos últimos anos. Em pesquisa realizada pelo IBGE em 15 municípios acima de 1 milhão de habitantes, Belém aparece como o menos arborizado.

### Centro-Oeste

#### Distrito Federal
O Distrito Federal compreende a cidade de Brasília, além de suas cidades satélites, que estão localizadas fora do plano piloto. Brasília, capital do Brasil, é uma cidade moderna que além de centro político, é um dos principais centros financeiros do país. A cidade recebe grandes eventos, e possui uma boa rede hoteleira. É uma cidade planejada, e alguns de seus principais pontos turísticos são obras de Oscar Niemeyer.

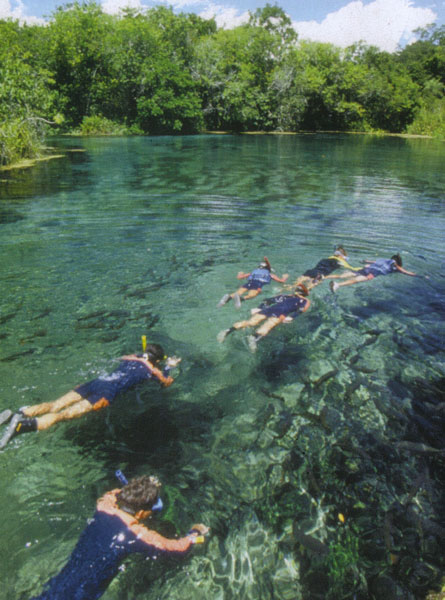
Bonito, principal pólo de ecoturismo do país.

#### Goiás
Goiás é um estado muito conhecido por suas belezas naturais, entre elas, o Parque Nacional da Chapada dos Veadeiros, suas águas termais, encontradas principalmente em Caldas Novas, sua cultura e história, encontrada em Pirenópolis, cidade fundada no início do século XVIII.
Além da Cidade de Goiás,antiga capital que em 2001 recebeu  título de patrimônio da humanidade pela Unesco

#### Mato Grosso do Sul
O Mato Grosso do Sul é mundialmente conhecido por sua biodiversidade, encontrada principalmente no Complexo do Pantanal e no Parque Nacional da Serra da Bodoquena. Sua capital é Campo Grande e suas principais cidades turísticas são: Bonito, Jardim e Bodoquena, no Parque Nacional da Serra da Bodoquena; Corumbá, Aquidauana, Anastácio e Porto Murtinho no Complexo do Pantanal; Ponta Porã e Bela Vista na fronteira com o Paraguai.

#### Mato Grosso
O Mato Grosso é um estado muito conhecido, devido as suas belezas naturais, e a mais famosa está o Pantanal. Sua capital é Cuiabá, que está entre seus pontos turísticos de maior destaque. A Chapada dos Guimarães é outro local que atrai milhares de turistas que a visitam em busca de suas cachoeiras de águas cristalinas, margeadas pela flora típica do cerrado.